# 17 de agosto
El 17 de agosto es el 229.º (ducentésimo vigesimonoveno) día del año en el calendario gregoriano, y el 230.º en los años bisiestos. Quedan 136 días para finalizar el año.

## Acontecimientos
- 986: en la batalla de la Puerta de Trajano, los búlgaros ―bajo el mando de Samuel y Aarón de Bulgaria― destruyen la armada bizantina ―al mando de Basilio II, quien logra escapar―.
- 1424: cerca de la aldea de Vernuil (Francia) ―en el marco de la guerra de los Cien Años―, las tropas francesas (que habían tomado el poblado) son derrotadas en la batalla de Verneuil por el ejército inglés, que demuestra la eficacia del arco largo inglés.
- 1462: comienza la Toma de Gibraltar por la cual el reino castellano-leonés conquistará Gibraltar a los nazaríes.
- 1668: en Anatolia (Turquía) un terremoto de magnitud 8,0 en la escala de magnitud de momento deja 8.000 muertos.
- 1689: Se inicia el «Glorioso retorno» (en francés «Glorieuse rentrée») así conocido el episodio del retorno de los valdenses a los valles de los Alpes en el Piamonte, donde habían vivido durante siglos y del que habían sido expulsados tres años antes.
- 1740: en Roma, Próspero Lorenzo Lambertini es elegido papa y toma el nombre de Benedicto XIV.
- 1756: en Padua (Italia) se registra un tornado (posiblemente un F3).
- 1813: se produce el combate de Quirihue desarrollado entre las fuerzas realistas del chileno Juan Antonio Olate y las fuerzas patriotas chilenas al mando de José Joaquín Prieto.
- 1831: en Mataojo, cerca de la desembocadura del río Arapey, el militar uruguayo Bernabé Rivera (1795-1832) con unos 1200 soldados blancos ataca por sorpresa a varias familias charrúas artiguistas, y mata a unas 15 personas. Los sobrevivientes son vendidos como esclavos en Montevideo.
- 1850: al noreste de la península de Yucatán (México), varias familias de pescadores fundan la aldea de Dolores, hoy conocida como Isla Mujeres.
- 1853: en México, el presidente Santa Anna expide decreto para constituir la Primera Escuela de Veterinaria.
- 1862: en Estados Unidos ―en el marco de la Guerra de Secesión― el general J. E. B. Stuart es designado comandante en jefe de la caballería del Ejército Confederado de Virginia del Norte.
- 1865: en las cercanías de la villa argentina de Paso de los Libres (provincia de Corrientes) las tropas de la Triple Alianza (Argentina, Brasil y Uruguay) libran la batalla de Yatay contra las tropas del Paraguay.
- 1883: se presenta el himno nacional de la República Dominicana.
- 1908: se presenta en París Fantasmagorie, la primera película de animación, creada por Émile Cohl.
- 1914: cerca de Nesterov (Rusia) ―en el marco de la Primera Guerra Mundial (1914-1918), las fuerzas alemanas (comandadas por el general Hermann von François) derrotan a las fuerzas rusas (comandadas por Paul von Rennenkampf) en la batalla de Stallupönen.
- 1916: se firma el Tratado de Bucarest; Rumanía entra en la Primera Guerra Mundial.
- 1917: se estrena la película The Soul Herder, dirigida por Jack Ford y protagonizada por Harry Carey.[1]
- 1918: en la Unión Soviética, el líder bolchevique Moiséi Uritsky es asesinado.
- 1918: el primer bombardero estadounidense Martin MB-1 realiza su primer vuelo.
- 1930: en la ciudad de San Sebastián se firma el Pacto de San Sebastián en el que todos los partidos republicanos españoles acuerdan la estrategia para poner fin a la monarquía de Alfonso XIII y proclamar la Segunda República Española.
- 1936: en el marco de la guerra civil española, comienza la batalla de Sierra Guadalupe por la cual el ejército republicano sufre una nueva derrota en la zona de Guadalupe, Trujillo y Navalmoral de la Mata.
- 1939: en Alemania ―en el marco de la Segunda Guerra Mundial (1939-1945)― se conforma la 206.º División de Infantería.
- 1942: en las islas Gilbert (pertenecientes a Kiribati) marines estadounidenses desembarcan en la isla de Makin (Butaritari).
- 1943: en Sicilia ―en el marco de la Segunda Guerra Mundial― el 7.º ejército de los Estados Unidos bajo el mando del general George S. Patton llega a Mesina. Pocas horas después llegaría el 8.º ejército británico del general Bernard Montgomery, con lo que se completa la Operación Husky, la conquista aliada de Sicilia.
- 1943: en Quebec (Canadá) ―en el marco de la Segunda Guerra Mundial― se encuentran Winston Churchill, Franklin D. Roosevelt y William Lyon Mackenzie King.
- 1945: George Orwell publica su novela Rebelión en la granja.
- 1945: cae otro bastión neocolonial: los indonesios expulsan a los invasores neerlandeses. Sukarno se convierte en presidente de la república (Declaración de Independencia de Indonesia). El Gobierno neerlandés no reconoció la independencia hasta 1949.
- 1947: se crea la línea Radcliffe, la frontera entre India y Pakistán.
- 1949: en Santiago de Chile, Carabineros reprime una manifestación que se realizaba desde el día anterior (Revuelta de la Chaucha).
- 1958: el Pioneer 0 supone el primer intento de lanzamiento de un cohete lunar.
- 1959: en el estado de Montana (Estados Unidos) un terremoto de magnitud 7,5 sacude el parque nacional Yellowstone, creando el lago Quake.[2]
- 1960: en África, Gabón se independiza de Francia.

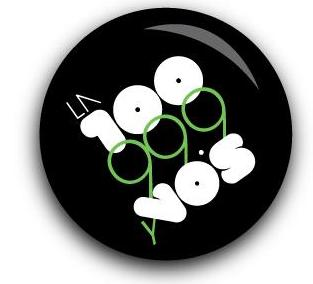
99.9: La 100, radio Argentina.

- 1960: en un acto estudiantil en el Colegio Nacional Sarmiento, en Buenos Aires (Argentina), Edgardo Manuel Trolnik, estudiante de 15 años, es herido por las balas de un ataque antisemita en represalia por la captura del criminal nazi Adolf Eichmann en las afueras de Buenos Aires.
- 1970: la Unión Soviética lanza la sonda espacial Venera 7 al planeta Venus, que aterrizará y transmitirá datos desde su superficie.
- 1977: en Francia se estrena la película Ese oscuro objeto del deseo, de Luis Buñuel.
- 1982: la empresa Royal Philips Electronics fabrica, a través de su sello musical Polygram, el primer disco compacto (CD) de la historia. El álbum editado fue ¨The Visitors¨ de ABBA.
- 1987: en Argentina, La 100, considerada la radio N°1 de habla-española, inició sus transmisiones.
- 1988: en Bahawalpur (Pakistán) mueren en un accidente de avión el presidente Muhammad Zia-ul-Haq, el embajador estadounidense Arnold Raphel y el general Herbert Wassom (director de la misión militar).
- 1989: en Argentina se sanciona la Ley de Reforma del Estado, que da inicio a un proceso privatizador en el país.
- 1993: el cantante de pop latino español Alejandro Sanz, lanza al mercado su álbum titulado Si tú me miras.

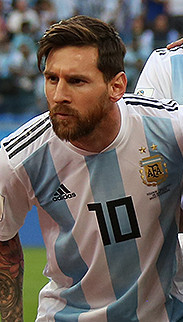
Lionel Messi para ARG

- 1998: en Estados Unidos, el presidente Bill Clinton admite en testimonio haber tenido «relaciones físicas impropias» con la becaria de la Casa Blanca, Monica Lewinsky (caso Lewinsky).
- 1999: en İzmit (Turquía) un terremoto de magnitud 7,4 en la escala de magnitud de momento deja 17 000 muertos.
- 2002: en la ciudad de Dresde (Alemania), el desbordamiento del río Elba alcanza el mismo nivel que la inundación histórica del 31 de marzo de 1845.
- 2004: César Costa es nombrado embajador de la UNICEF para México.
- 2005: en Budapest, en un partido entre la local Hungría y Argentina, Lionel Messi ingresó de cambio por Lisandro López marcando su debut con la Selección Mayor de su país.
- 2016: Patrick Nogueira asesina en la localidad de Pioz, Guadalajara, España a sus dos tíos y sus dos primos en el chalet en el que residía la familia
- 2017: en Barcelona y Cambrils (España) se producen sendos atentados terroristas que provocan la muerte a 16 personas, además de numerosos heridos.
- 2018: Ariana Grande lanza su cuarto álbum de estudio, Sweetener.
- 2023: Un terremoto de 6,1 de magnitud sacudió al distrito de Bogotá y los departamentos Cundinamarca, Boyacá y Meta, se han percibido muchas réplicas y provocando la muerte de dos personas.
- 2024: En Indonesia es inaugurada la ciudad de Nusantara, la nueva capital del país, reemplazando a Yakarta la cual fue capital de aquel país desde 1945.

## Nacimientos
- 1465: Filiberto I, aristócrata saboyano (f. 1482).
- 1473: Ricardo de Shrewsbury, aristócrata inglés (f. 1483).
- 1578: Francesco Albani, pintor italiano (f. 1660).
- 1586: Johannes Valentinus Andreae, teólogo alemán (f. 1654).
- 1592: Arnaud Oihenart, político y jurista francés (f. 1667).

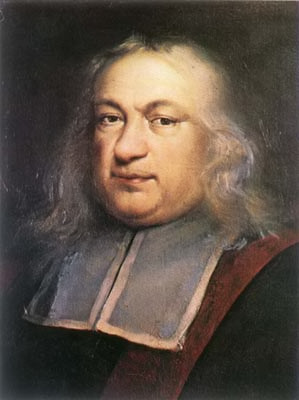
Pierre de Fermat.

- 1601: Pierre de Fermat, matemático francés (f. 1665).
- 1603: Lennart Torstenson, militar e ingeniero sueco (f. 1651).
- 1629: Juan III Sobieski, rey polaco (f. 1696).
- 1656: María Magdalena de Habsburgo, aristócrata austriaca (f. 1669).
- 1686: Nicola Porpora, compositor italiano (f. 1768).
- 1699: Bernard de Jussieu, médico y botánico francés (f. 1777).
- 1710: Louis Coulon de Villiers, militar francés (f. 1757).
- 1718: Francis Willis, médico británico (f. 1807).
- 1737: Antoine Parmentier, agrónomo francés (f. 1813).
- 1743: Eberhard August Wilhelm von Zimmermann, zoólogo y filósofo alemán (f. 1815).
- 1753: Josef Dobrovský, lingüista checo (f. 1828).
- 1753: Matvéi Plátov, militar ruso (f. 1818).

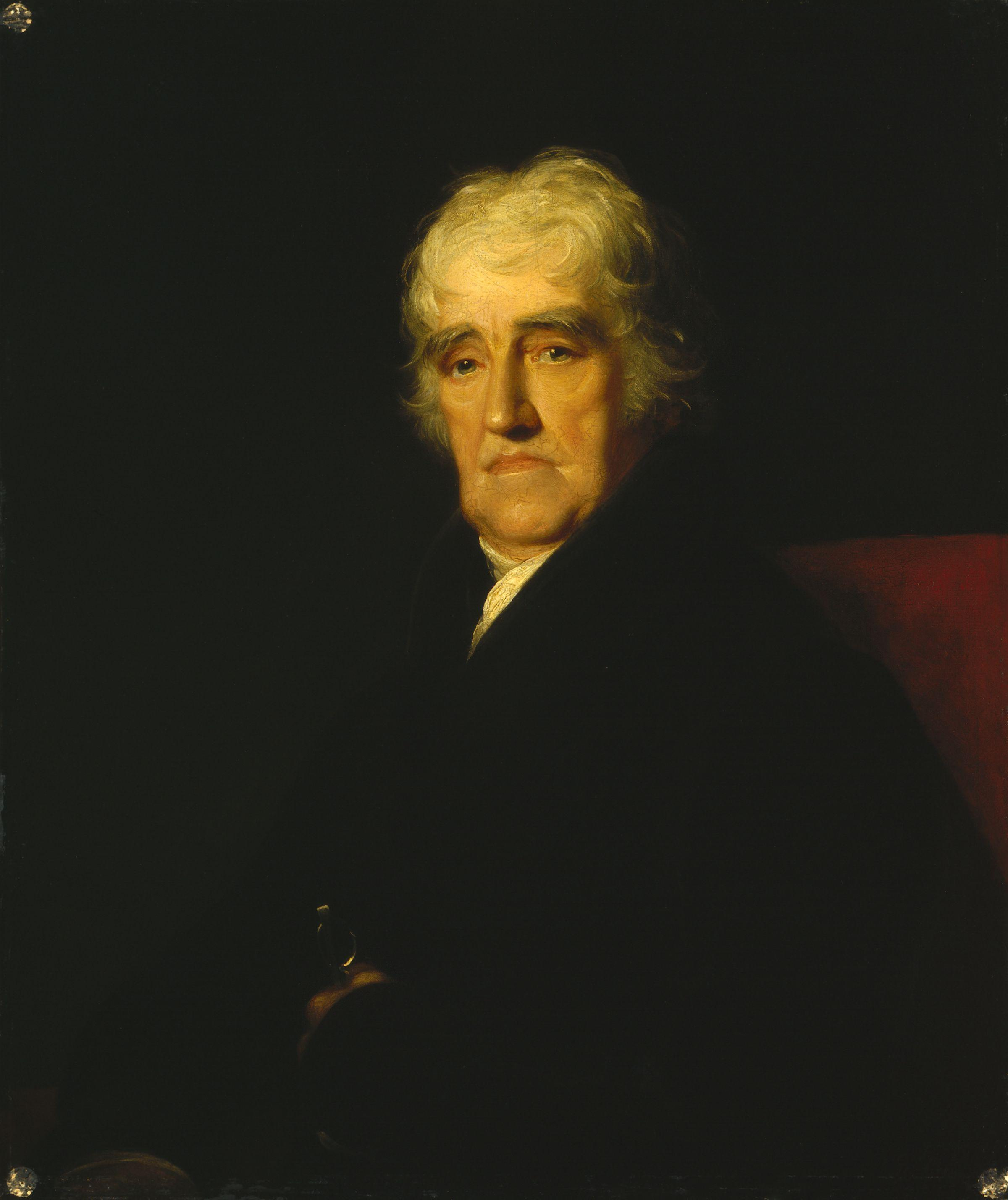
Thomas Stothard.

- 1755: Thomas Stothard, pintor británico (f. 1834).
- 1760: Luis Antonio Flores y Pereyra, marino español (f. 1816).
- 1761: William Carey, misionero británico (f. 1834).
- 1768: Louis Charles Antoine Desaix, general francés (f. 1800).
- 1769: Damián de la Santa, político español (f. 1835).
- 1778: Godofredo Engelmann, escritor francés (f. 1839).
- 1778: John Varley, pintor y astrólogo británico (f. 1842).

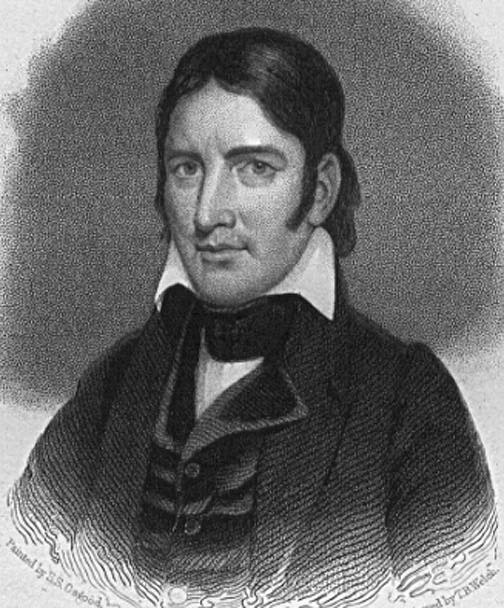
David Crockett.

- 1786: David Crockett, cazador, político y héroe estadounidense (f. 1836).
- 1787: Victoria de Sajonia-Coburgo-Saalfeld, princesa de Sajonia (f. 1861).
- 1796: Manuel Varela Limia, militar español (f. 1853).
- 1798: Thomas Hodgkin, médico británico (f. 1866).
- 1799: José Luis Gómez Sánchez, jurista y político peruano (f. 1881).
- 1800: Charles Rogier, periodista y político belga (f. 1885).
- 1801: Fredrika Bremer, escritora y activista sueca (f. 1865).
- 1806: Johann Kaspar Mertz, compositor y guitarrista austríaco (f. 1856).
- 1807: Andrés Ibarra, militar venezolano (f. 1875).
- 1810: Mariano Saavedra, político argentino (f. 1883).
- 1811: Johannes Henricus Scholten, teólogo neerlandés (f. 1885).

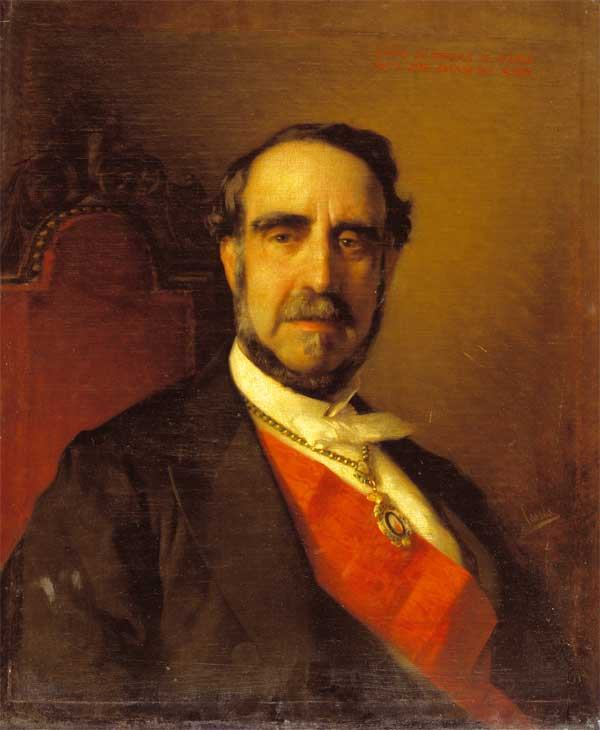
Mariano Roca de Togores y Carrasco.

- 1812: Mariano Roca de Togores y Carrasco, aristócrata, escritor y político español (f. 1889).
- 1817: Manuel García Barzanallana, político español (f. 1892).
- 1828: Maria Deraismes, activista francesa (f. 1894).
- 1828: Jules Bernard Luys, neurólogo francés (f. 1897).
- 1830: Richard Volkmann, cirujano y escritor alemán (f. 1889).
- 1833: Joaquín Eguía Lis, catedrático mexicano (f. 1913).
- 1843: Mariano Rampolla del Tindaro, sacerdote italiano (f. 1913).

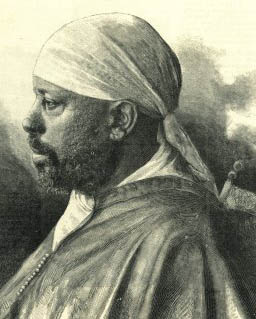
Menelik II.

- 1844: Menelik II, emperador etíope (f. 1913).
- 1845: Luis Roca y Boloña, político peruano (f. 1902).
- 1852: Harald Jerichau, pintor danés (f. 1878).
- 1861: Ludwig von Hofmann, pintor alemán (f. 1945).
- 1862: Lorenzo Siegerist, arquitecto suizo (f. 1938).
- 1864: Librado Rivera, político y periodista mexicano (f. 1932).
- 1870: Liberato Marcial Rojas, presidente paraguayo (f. 1922).
- 1872: Joaquín Xaudaró, historietista español (f. 1933).
- 1875: Alejandro Vega Matus, compositor nicaragüense (f. 1937).
- 1876: Henri Winkelman, militar neerlandés (f. 1952).
- 1877: Matilde de Baviera, aristócrata alemana (f. 1906).
- 1877: Eduardo López Ochoa, militar español (f. 1936).
- 1878: Julio Benítez Benítez, militar español (f. 1921).
- 1878: Paul Ludwig Troost, arquitecto alemán (f. 1934).
- 1879: Samuel Goldwyn, productor estadounidense de cine (f. 1974).
- 1881: Piet Kramer, arquitecto neerlandés (f. 1961).
- 1886: Carlos Alberto Leumann, periodista y poeta argentino (f. 1952).

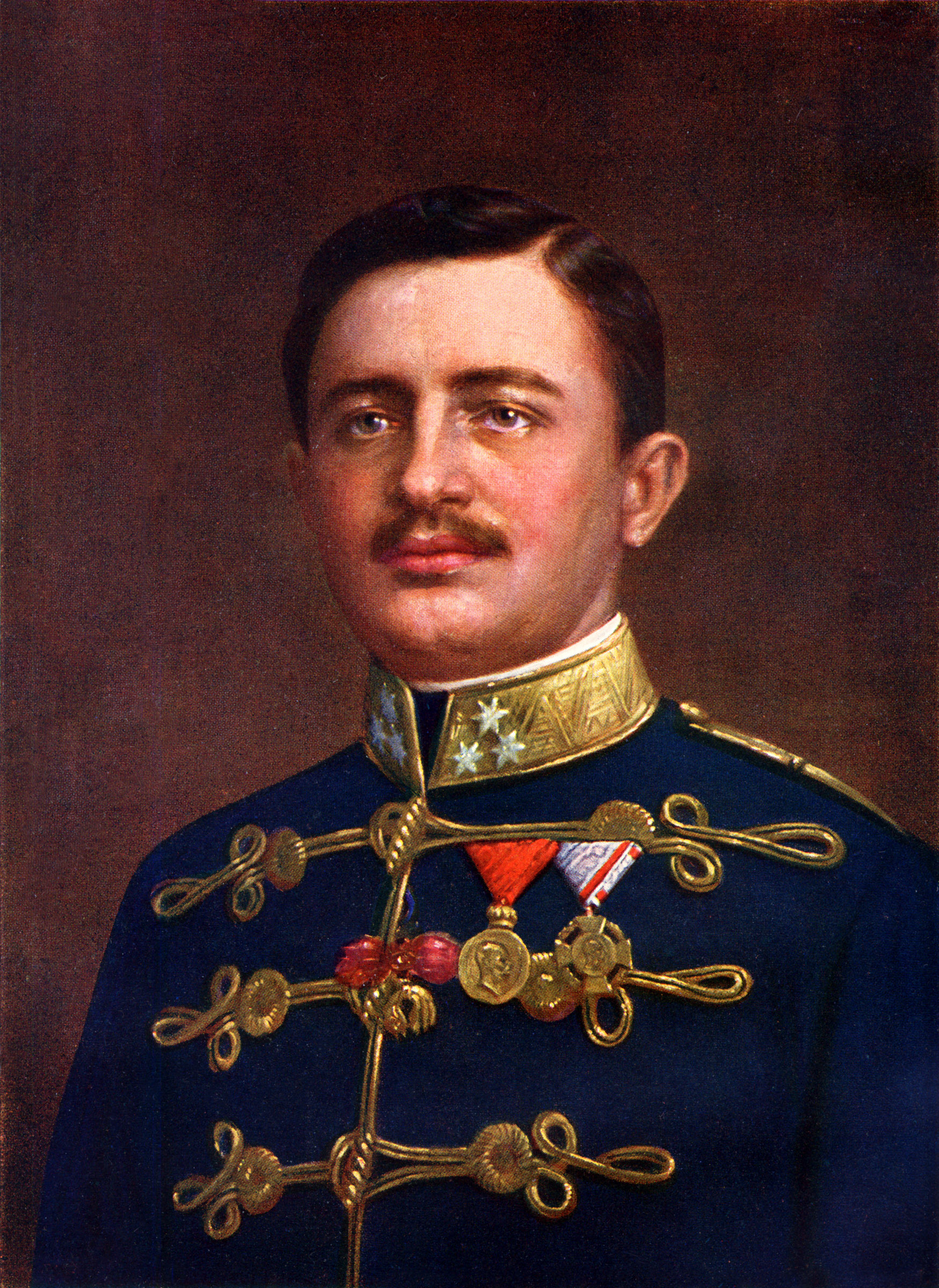
Carlos I de Austria y IV de Hungría.

- 1887: Carlos I de Austria y IV de Hungría (f. 1922).
- 1887: Marcus Garvey, periodista y activista jamaicano (f. 1940).
- 1888: Monty Woolley, actor estadounidense (f. 1963).
- 1889: Agustín Nieto Caballero, escritor y psicólogo colombiano (f. 1975).
- 1890: Harry Hopkins, político estadounidense (f. 1946).
- 1891: Oliverio Girondo, poeta argentino (f. 1967).
- 1893: Walter Noddack, químico alemán (f. 1960).

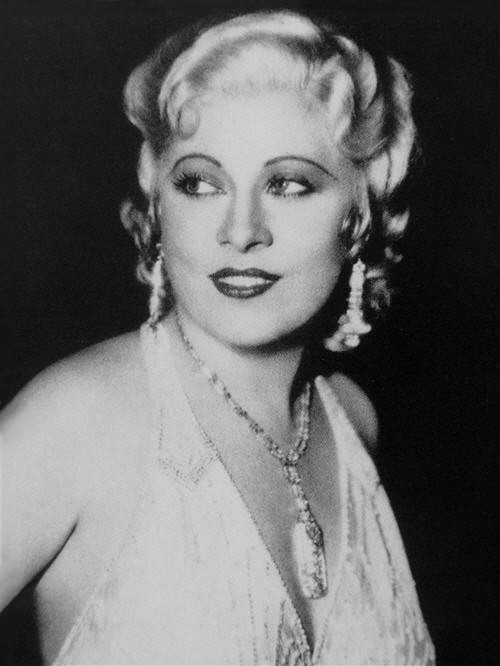
Mae West.

- 1893: Mae West, actriz estadounidense (f. 1980).
- 1896: Hendrik de Vries, pintor y escritor neerlandés (f. 1989).
- 1896: Leslie Groves, militar estadounidense (f. 1970).
- 1896: Lotte Jacobi, fotógrafa estadounidense (f. 1990).
- 1896: Tina Modotti, fotógrafa italiana (f. 1942).
- 1897: António Botto, poeta portugués (f. 1959).
- 1897: Crescencia Pérez, monja argentina (f. 1932).
- 1898: Matvéi Zajárov, militar soviético (f. 1972).
- 1899: Pepita Muñoz, actriz argentina (f. 1984).
- 1899: Ramón Ocando Pérez, fundador del movimiento Scout en Argentina (f. 1995).
- 1902: Ángel J. Battistessa, catedrático y filólogo (f. 1993).
- 1902: Margaret Leahy, actriz británica (f. 1967).
- 1904: Leopold Nowak, compositor austríaco (f. 1991).
- 1905: Ada Falcón, cantante de tango argentina (f. 2002).
- 1906: José Baviera, actor español (f. 1981).
- 1910: Roberto Kinsky, director de orquesta y pianista húngaro-argentino (f. 1977).
- 1911: Mijaíl Botvínnik, ajedrecista ruso (f. 1995).
- 1912: Francesco Imberti, futbolista italiano (f. 2008).
- 1913: Oscar Alfredo Gálvez, piloto de carreras argentino (f. 1989).
- 1913: W. Mark Felt (Garganta Profunda), agente del FBI estadounidense, informante en el escándalo Watergate (f. 2008).
- 1913: Manuel Maciá Sempere, futbolista español (f. 1990).

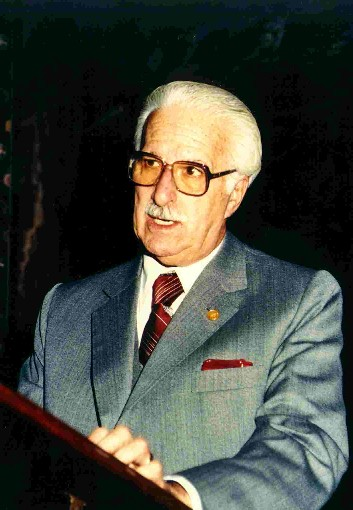
Raúl H. Castagnino.

- 1914: Raúl H. Castagnino, escritor y crítico argentino (f. 1999).
- 1914: Julio Sánchez Vargas, político mexicano (f. 2005).
- 1916: Pancho Córdova, actor y cineasta mexicano (f. 1990).
- 1918: Evelyn Ankers, actriz chilena de origen estadounidense (f. 1985).
- 1919: Rafael Alfonzo Ravard, militar y empresario venezolano (f. 2006).
- 1920: George Duvivier, contrabajista y compositor estadounidense (f. 1985).
- 1920: Maureen O'Hara, actriz irlandesa (f. 2015).
- 1921: Juan Carlos Lazzarino, musicólogo uruguayo (f. 2007).
- 1922: Susana Guízar, actriz mexicana (f. 1997).
- 1923: Carlos Cruz-Diez, artista plástico venezolano (f. 2019).
- 1923: Larry Rivers, artista estadounidense (f. 2002).
- 1924: Stanley L. Jaki, sacerdote húngaro (f. 2009).
- 1924: Paul Noel, baloncestista estadounidense (f. 2005).
- 1924: Alfredo de Prusia Sajonia Altenburgo, aristócrata alemán (f. 2013).
- 1926: George Melly, cantante británico (f. 2007).
- 1926: Jean Poiret, actor y cineasta francés (f. 1992).

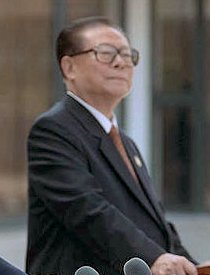
Jiang Zemin.

- 1926: Jiang Zemin, político chino, presidente de China entre 1993 y 2003 (f. 2022).
- 1927: Tomás Polanco Alcántara, historiador, escritor y político venezolano (f. 2002).
- 1927: Keith Whinnom, historiador británico (f. 1986).
- 1929: Francis Gary Powers, piloto estadounidense (f. 1977).
- 1930: Ted Hughes, escritor británico (f. 1998).
- 1930: Cristina Morán, locutora y actriz uruguaya (f. 2023).
- 1931: Tito García, actor español (f. 2003).
- 1931: Antonio Enríquez Savignac, político mexicano (f. 2007).
- 1932: Vincent Batbedat, escultor francés (f. 2010).
- 1932: Vidiadhar Surajprasad Naipaul, escritor británico, premio nobel de literatura en 2001 (f. 2018).

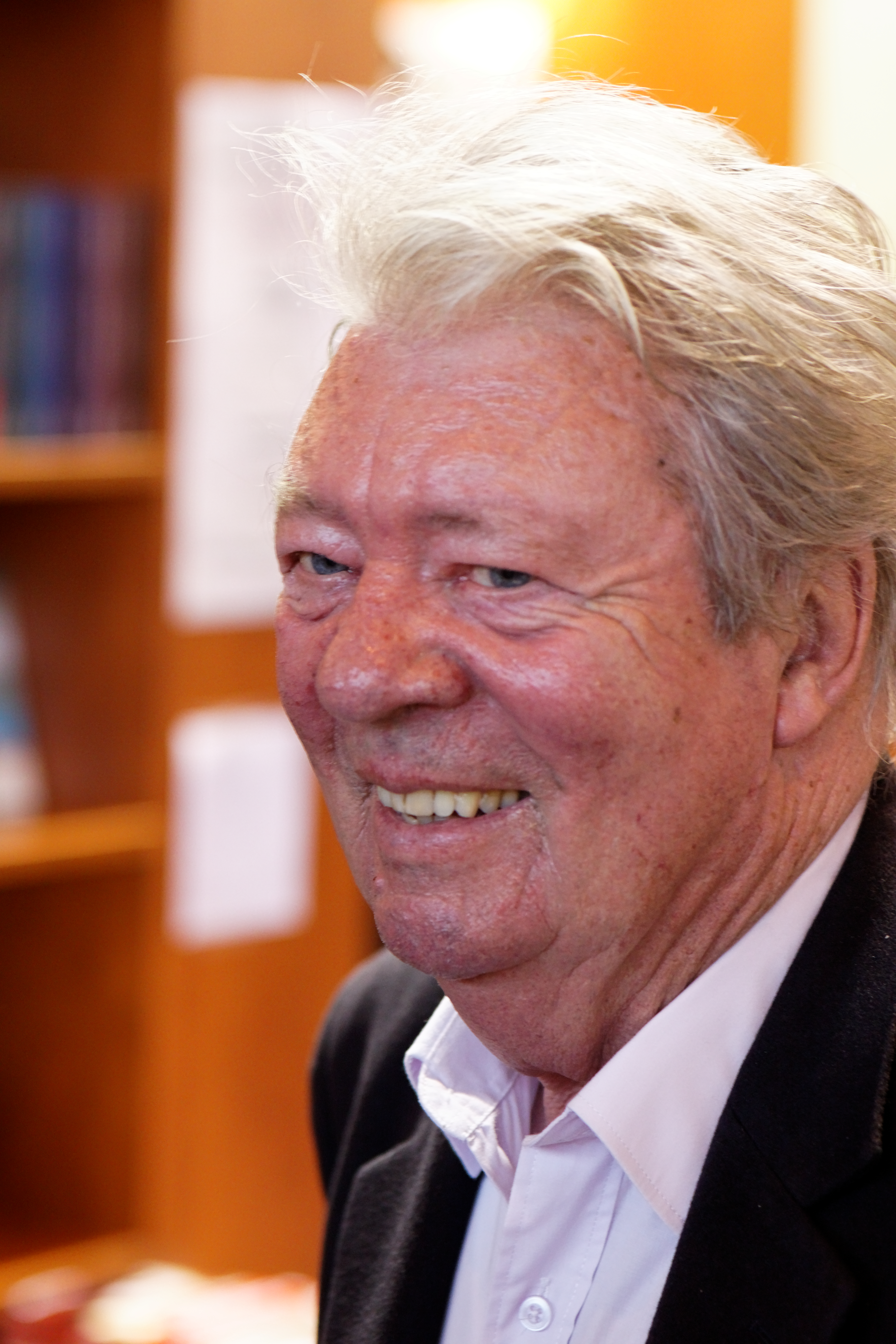
Jean-Jacques Sempé.

- 1932: Jean-Jacques Sempé, historietista belga. (f. 2022).
- 1933: Ken Sears, baloncestista estadounidense. (f. 2017).

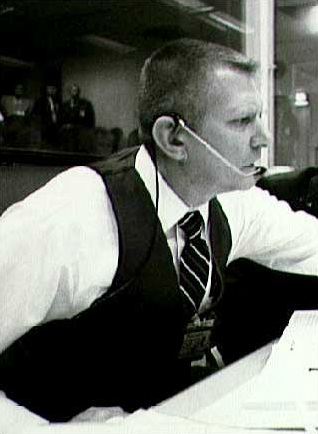
Gene Kranz.

- 1933: Glenn Corbett, actor estadounidense (f. 1993).
- 1933: Gene Kranz, ingeniero estadounidense, director de la NASA.
- 1934: Miguel Primo de Rivera y Urquijo, abogado y político español. (f. 2018).
- 1934: Ricard Salvat, dramaturgo y director español (f. 2009).
- 1934: João Donato, músico brasileño de jazz y bossa nova (f. 2023).
- 1936: Henri De Wolf, ciclista belga.
- 1936: Marysole Wörner Baz, artista plástica mexicana.
- 1936: Margaret Hamilton, científica computacional y matemática americana. Tuvo un papel esencial durante el Programa Espacial Apolo.
- 1937: Germán Pomares, revolucionario nicaragüense (f. 1979).
- 1937: Diego Seguí, beisbolista cubano.
- 1938: Manuel Vega-Arango, futbolista español.
- 1939: Ed Sanders, escritor, cantante y activista estadounidense.
- 1940: Alberto Cid, médico y político uruguayo.
- 1940: Eduardo Mignogna, cineasta argentino (f. 2006).
- 1940: Juan Castro Nalli, compositor peruano.
- 1941: Ibrahim Babangida, político y 8.º presidente nigeriano.
- 1941: Lothar Bisky, político alemán.
- 1941: Agapito Ramos, político español.
- 1941: Germán Riesco Zañartu, político chileno.
- 1942: Roy Chaderton, político venezolano.
- 1942: Federico Granja Ricalde, político mexicano.
- 1942: José María Muriá, historiador mexicano.

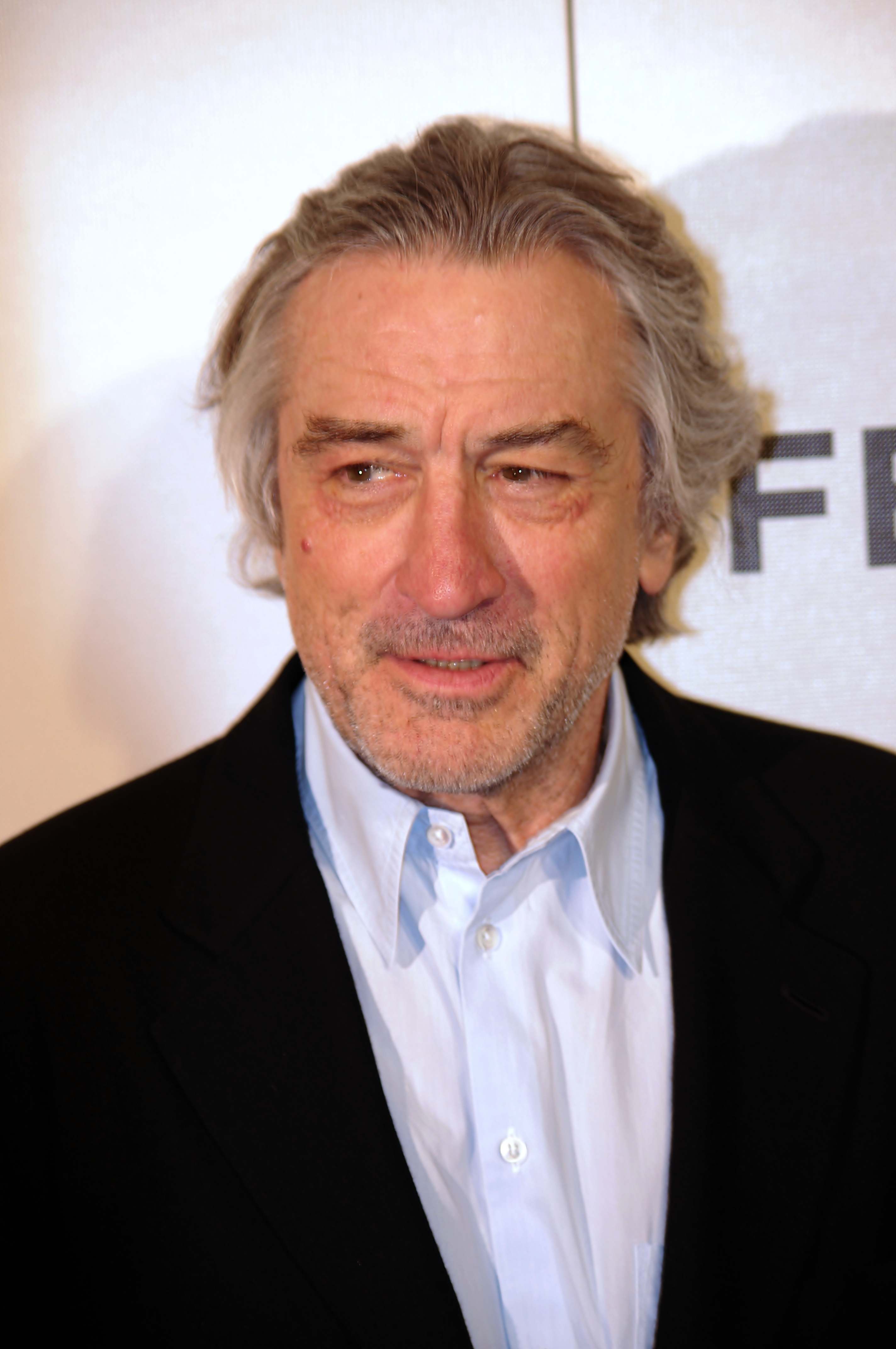
Robert De Niro.

- 1943: Robert De Niro, actor estadounidense.
- 1943: Juan María Medina Ayllón, escultor español.
- 1943: Nikolái Shmatko, escultor ucraniano.
- 1944: Carlos Heriberto Astudillo, guerrillero argentino (f. 1972).
- 1944: Larry Ellison, magnate estadounidense.
- 1944: Bobby Murdoch, futbolista y entrenador escocés (f. 2001).
- 1946: Patrick Manning, político y 4.º primer ministro de Trinidad y Tobago.
- 1946: Ángel Romero, guitarrista español.
- 1946: Miguel José Yacamán, físico mexicano.
- 1947: Mohamed Abdelaziz, político saharaui (f. 2016).
- 1947: Blanca Ibáñez, política venezolana.
- 1947: Sylvia Nasar, economista germano-estadounidense.

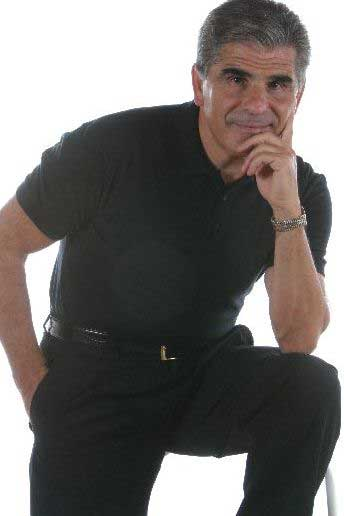
Pedro Ruiz.

- 1947: Pedro Ruiz, humorista, artista y presentador de televisión español.
- 1947: Ramón Pedrós, periodista español (f. 2021).
- 1948: Enrique Accorsi, político y médico chileno.
- 1948: José María Araquistáin, futbolista español.
- 1948: Marco Antonio Vargas Díaz, economista y político costarricense.
- 1949: Norm Coleman, político estadounidense.
- 1949: Claudia Dammert, actriz peruana.
- 1949: Julian Fellowes, actor, director y escritor británico.
- 1949: Xesús Palmou, político gallego.
- 1950: Luis Eduardo Arango, actor colombiano.
- 1951: Mario Callejo, aviador argentino.
- 1951: Richard Hunt, titiritero estadounidense, de Los Muppets (f. 1992).
- 1951: Robert Joy, actor canadiense.
- 1952: Heiner Goebbels, compositor alemán.

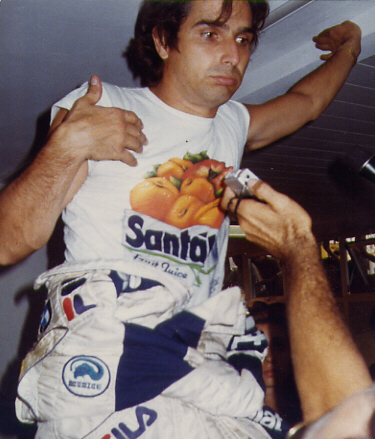
Nelson Piquet.

- 1952: Nelson Piquet, piloto brasileño de Fórmula 1.
- 1952: Mario Theissen, director de equipo automovilístico alemán.
- 1952: Guillermo Vilas, tenista argentino.
- 1953: Joaquín Gorrochategui, lingüista español.
- 1953: Herta Müller, escritora rumano-alemana, premio Nobel de literatura en 2009.
- 1953: María del Socorro González Elizondo, botánica mexicana.
- 1954: Ingrid Daubechies, matemática belga.
- 1954: Eric Johnson, guitarrista estadounidense.
- 1954: Dragan Kićanović, baloncestista serbio.
- 1954: Edgardo Luis Paruzzo, futbolista argentino.

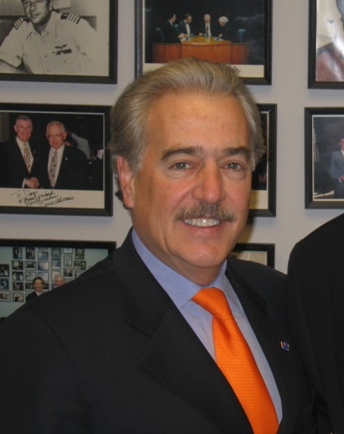
Andrés Pastrana.

- 1954: Andrés Pastrana, presidente de Colombia, entre 1998 y 2002.
- 1954: Antonio Ríos, músico argentino.
- 1955: Richard Hilton, empresario estadounidense.
- 1955: Roberto Sepúlveda, médico chileno.

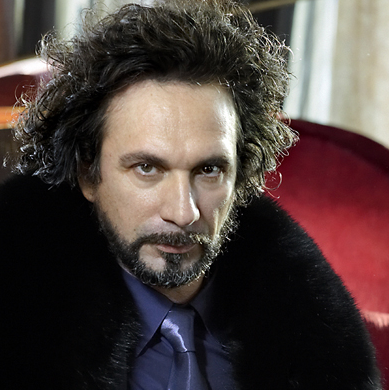
Fabio Armiliato.

- 1956: Fabio Armiliato, tenor italiano.
- 1956: Mario Mazzitelli, político argentino.
- 1956: Álvaro Pino, ciclista español.
- 1957: Franché Coma, guitarrista estadounidense, de la banda The Misfits.
- 1957: Rabih Abou-Khalil, cantautor libanés.
- 1957: Javier López de Guereña, músico y compositor español.
- 1957: Ricardo Mollo, cantante y guitarrista argentino, de la banda Divididos.
- 1958: Michael Brooks, baloncestista estadounidense.
- 1958: Belinda Carlisle, cantante estadounidense.
- 1959: Jonathan Franzen, escritor estadounidense.
- 1959: José De Gregorio, economista chileno.
- 1959: David Koresh, líder religioso estadounidense (f. 1993).
- 1959: Kate McNeil, actriz estadounidense.
- 1959: Rafael Menjívar Ochoa, escritor salvadoreño (f. 2011).
- 1960: Stephan Eicher, cantante suizo, de la banda Grauzone.
- 1960: Miquel Iceta, político español.
- 1960: Jorge Mori Igoa, político español.

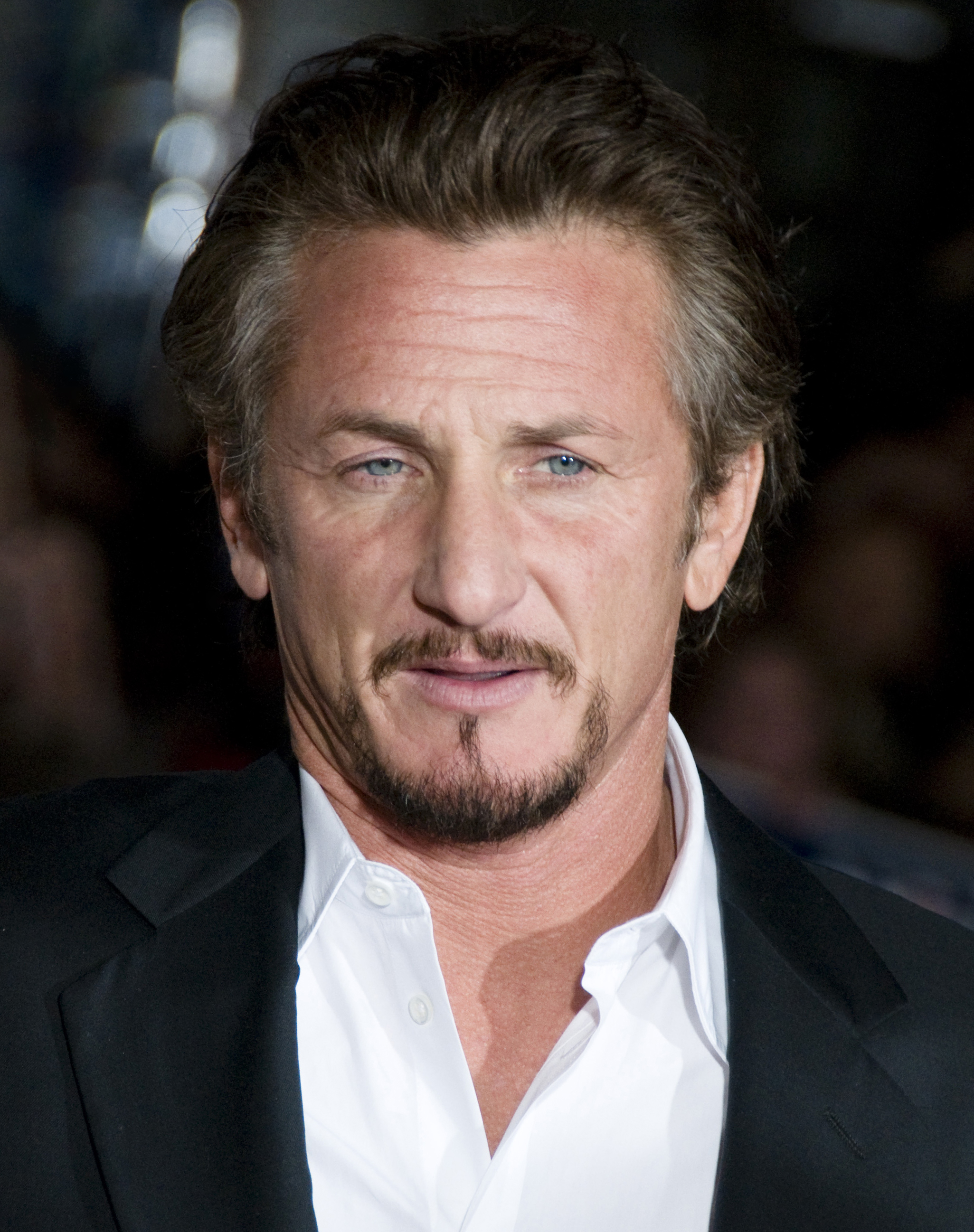
Sean Penn.

- 1960: Héctor de Malba, actor y director colombiano.
- 1960: Sean Penn, actor y cineasta estadounidense.
- 1961: Eugenio Weinbaum, presentador de televisión argentino.
- 1962: Gilby Clarke, músico estadounidense, de la banda Guns N' Roses.
- 1962: Pedro Gomez, periodista deportivo estadounidense (f. 2021).
- 1963: Jan Heintze, futbolista danés.
- 1963: Maritza Martén, atleta cubana.
- 1964: Salvatore Mancuso, paramilitar y narcotraficante colombiano.
- 1964: Jorginho, futbolista y entrenador brasileño.
- 1965: Sergio Vargas Buscalia, futbolista chileno.
- 1966: Rodney Mullen, skater estadounidense.
- 1967: Pilar Cabero, escritora española.
- 1967: David Conrad, actor estadounidense.
- 1968: José Luis Ballester Tuliesa, regatista español.
- 1968: Miriam Cruz, cantante dominicana de música merengue.
- 1968: Andrew Koenig, actor, director y escritor estadounidense (f. 2010).
- 1968: Helen McCrory, actriz británica (f. 2021).
- 1968: Enrique Ocrospoma Pella, político peruano.
- 1968: Roberto Vallejos, actor argentino.
- 1968: Anthony E. Zuiker, productor televisivo estadounidense.
- 1969: Daniela Castro, actriz y cantante mexicana.
- 1969: Christian Laettner, baloncestista estadounidense.
- 1969: Massimo Strazzer, ciclista italiano.

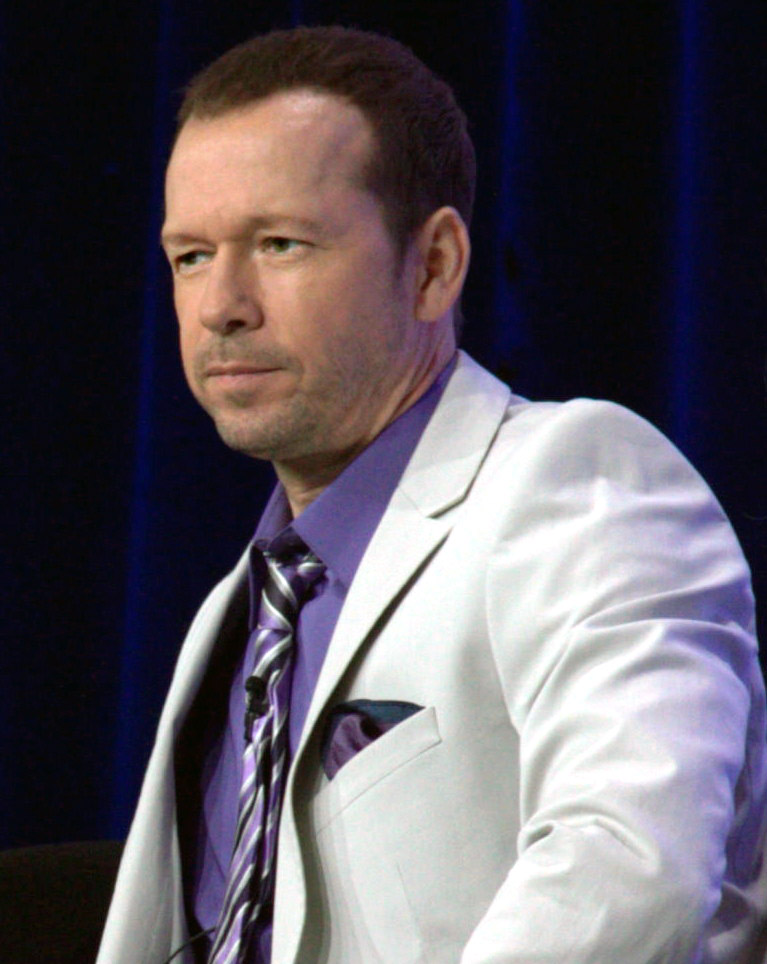
Donnie Wahlberg.

- 1969: Donnie Wahlberg, actor y cantante estadounidense, de la banda New Kids on the Block.
- 1970: Maru Botana, cocinera y presentadora de televisión argentina.
- 1970: Carlos Alberto Castro, futbolista colombiano.
- 1970: Jim Courier, tenista estadounidense.
- 1970: Øyvind Leonhardsen, futbolista noruego.
- 1970: Gian Marco, cantante peruano.
- 1971: Osvaldo Garbuyo, músico uruguayo (f. 2009)
- 1971: Ed Motta, músico brasileño.

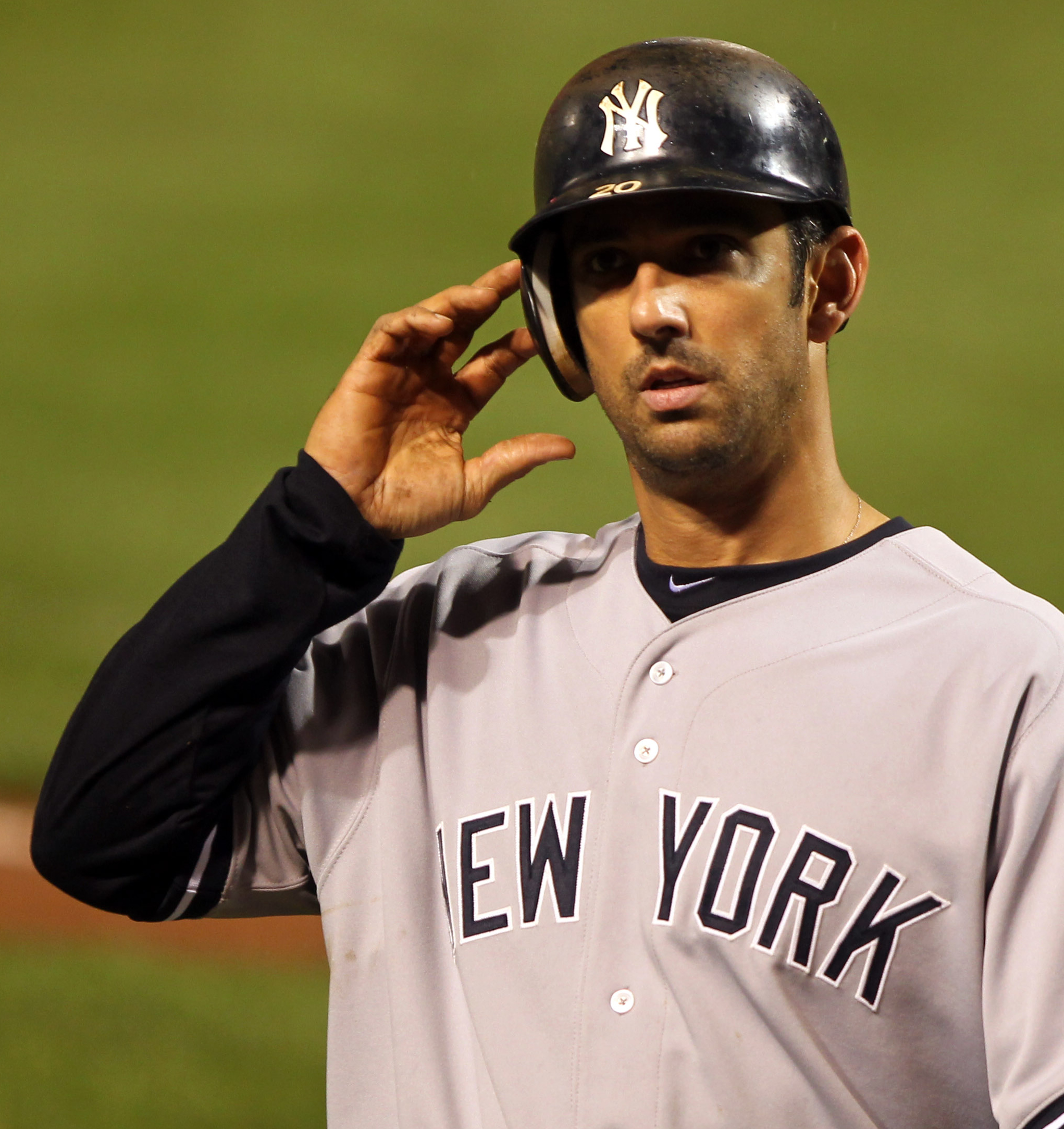
Jorge Posada.

- 1971: Jorge Posada, beisbolista portorriqueño.
- 1971: Filippo Simeoni, ciclista italiano.
- 1972: Chiquinquirá Delgado, presentadora venezolana.
- 1972: Ken Ryker, actor pornográfico estadounidense.
- 1972: Federico Colonna, ciclista italiano.
- 1973: Cristina Pérez, periodista argentina.
- 1973: Aasha Davis, actriz estadounidense.
- 1973: Troy Halpin, futbolista y entrenador australiano.
- 1974: Joel Sánchez Ramos, futbolista mexicano.
- 1974: Giuliana Rancic, presentadora de televisión italiana.
- 1974: Christian Akselman, futbolista argentino.
- 1974: Mohamed Alek, atleta argelino (f. 2016).
- 1974: Silvia Vives, nadadora española.
- 1974: Niclas Jensen, futbolista danés.
- 1975: İlhan Mansız, futbolista turco.
- 1975: Karim Abdel Aziz, actor egipcio.
- 1975: Luis Carlos Cuartero, futbolista español.
- 1976: Scott Halberstadt, actor estadounidense.
- 1976: Jhovan Tomasevich, músico peruano.
- 1977: William Gallas, futbolista francés.

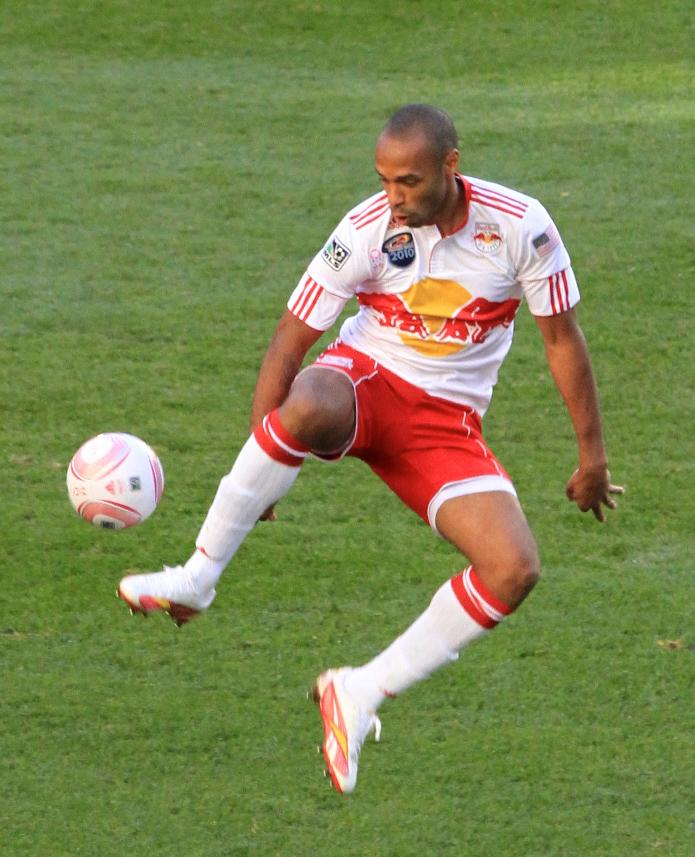
Thierry Henry.

- 1977: Thierry Henry, futbolista francés.
- 1977: Tarja Turunen, soprano finlandesa.
- 1977: Nathan Deakes, atleta australiano.
- 1978: Jelena Karleuša, cantante serbia.
- 1978: Enrique de Lucas, futbolista español.
- 1978: Karena Lam, actriz hongkonesa.
- 1978: Jaani Peuhu, compositor y productor finlandés.
- 1978: Vibeke Stene, cantante noruega, de la banda Tristania.
- 1979: Julien Escudé, futbolista francés.
- 1979: Leo Jiménez, cantante español, de las bandas Stravaganzza y Saratoga.
- 1979: Tarō Hasegawa, futbolista japonés.
- 1979: Suthirat Wongtewan, cantante tailandés.
- 1980: Daniel Güiza, futbolista español.
- 1980: Jan Kromkamp, futbolista neerlandés.
- 1980: Mábel Lara, periodista colombiana.
- 1980: Lene Marlin, cantautora noruega.

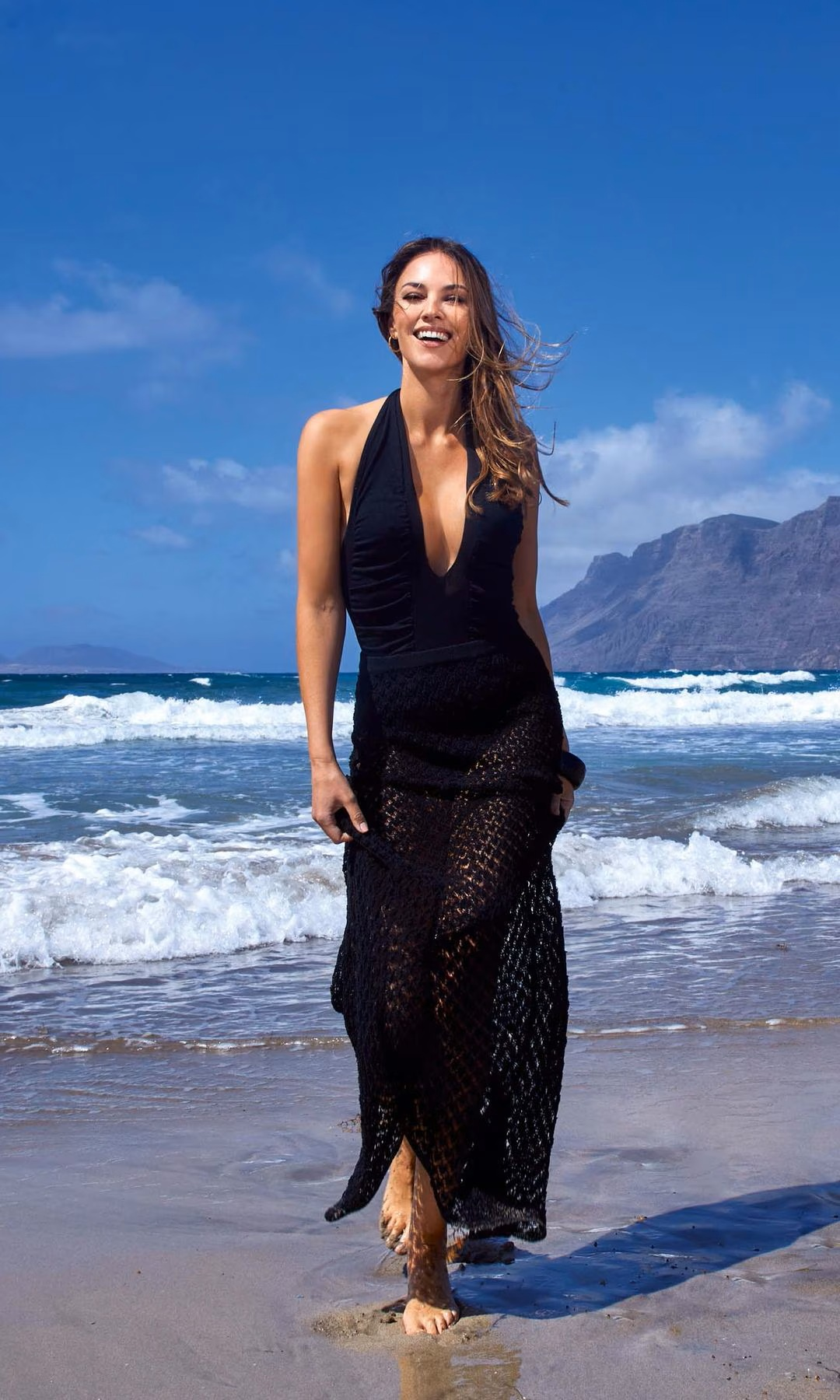
Helen Lindes.

- 1981: Helen Lindes, modelo española.
- 1981: Jayna Oso, actriz porno estadounidense.
- 1981: Antonio Boada, futbolista venezolano.
- 1981: Anthony Thompson, boxeador estadounidense.
- 1981: Lorena Amkie, escritora mexicana.
- 1982: Melissa Anderson, luchadora estadounidense.
- 1982: Phil Jagielka, futbolista británico.
- 1982: Hugo Lusardi, futbolista paraguayo.
- 1982: Mark Salling, actor y cantante estadounidense.
- 1982: Karim Ziani, futbolista francés.
- 1982: Hassan Abdel-Fattah, futbolista jordano.
- 1983: Miguel Caneo, futbolista argentino.
- 1983: Martín Minadevino, futbolista argentino.
- 1983: Dustin Pedroia, beisbolista estadounidense.
- 1984: Dee Brown, baloncestista estadounidense.
- 1984: Sergio Rodríguez García, futbolista español.
- 1984: Cristian Pulhac, futbolista rumano.
- 1984: Cristhian Lagos, futbolista costarricense.
- 1984: Matthias Friedemann, ciclista alemán.
- 1985: Yū Aoi, actriz japonesa.
- 1985: Wendy González, actriz mexicana.
- 1985: Matías Quagliotti, futbolista uruguayo.
- 1986: Marcus Berg, futbolista sueco.

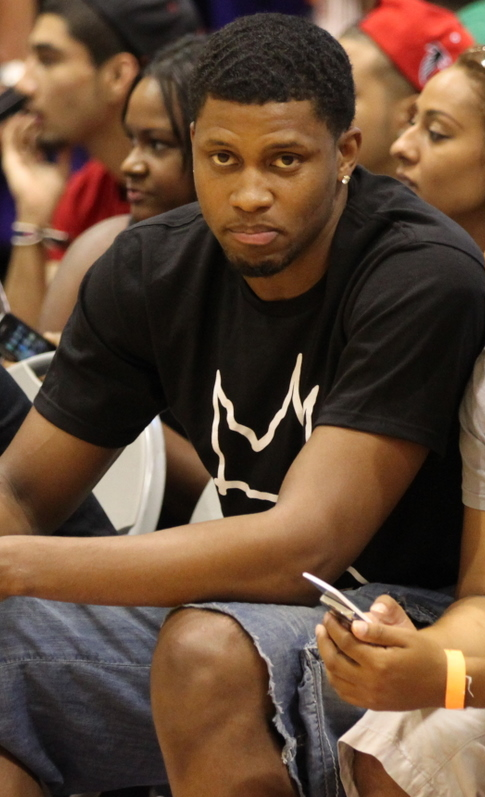
Rudy Gay.

- 1986: Rudy Gay, baloncestista estadounidense.
- 1986: Luis Fernando Mosquera, futbolista colombiano.
- 1986: Tyrus Thomas, baloncestista estadounidense.
- 1986: Fareed Majeed Ghadban, futbolista iraquí.
- 1987: Cristhian Lagos, futbolista costarricense.
- 1987: Sandra Ramajo, futbolista española.
- 1987: Leandro Teixeira Dantas, futbolista brasileño.
- 1988: Brady Corbet, actor estadounidense.
- 1988: José San Román, futbolista argentino.
- 1988: Erika Toda, actriz japonesa.
- 1988: Johanna Larsson, tenista sueca.
- 1988: Sho Hatsuyama, ciclista japonés.
- 1989: Frederick Lau, actor alemán.
- 1989: Chan Yung-jan, tenista china.
- 1989: Marin Aničić, futbolista bosnio.
- 1989: Kazuki Oiwa, futbolista japonés.
- 1990: Felipe Pardo, futbolista colombiano.
- 1990: Rachel Hurd-Wood, actriz británica.
- 1990: José Luis Gómez Hurtado, futbolista español.
- 1990: Artur Ioniță, futbolista moldavo.
- 1991: Austin Butler, actor estadounidense.
- 1991: Steven Zuber, futbolista suizo.
- 1991: Richardson Fernandes dos Santos, futbolista brasileño.
- 1991: Michael Hepburn, ciclista australiano.
- 1992: Edgar Salli, futbolista camerunés.

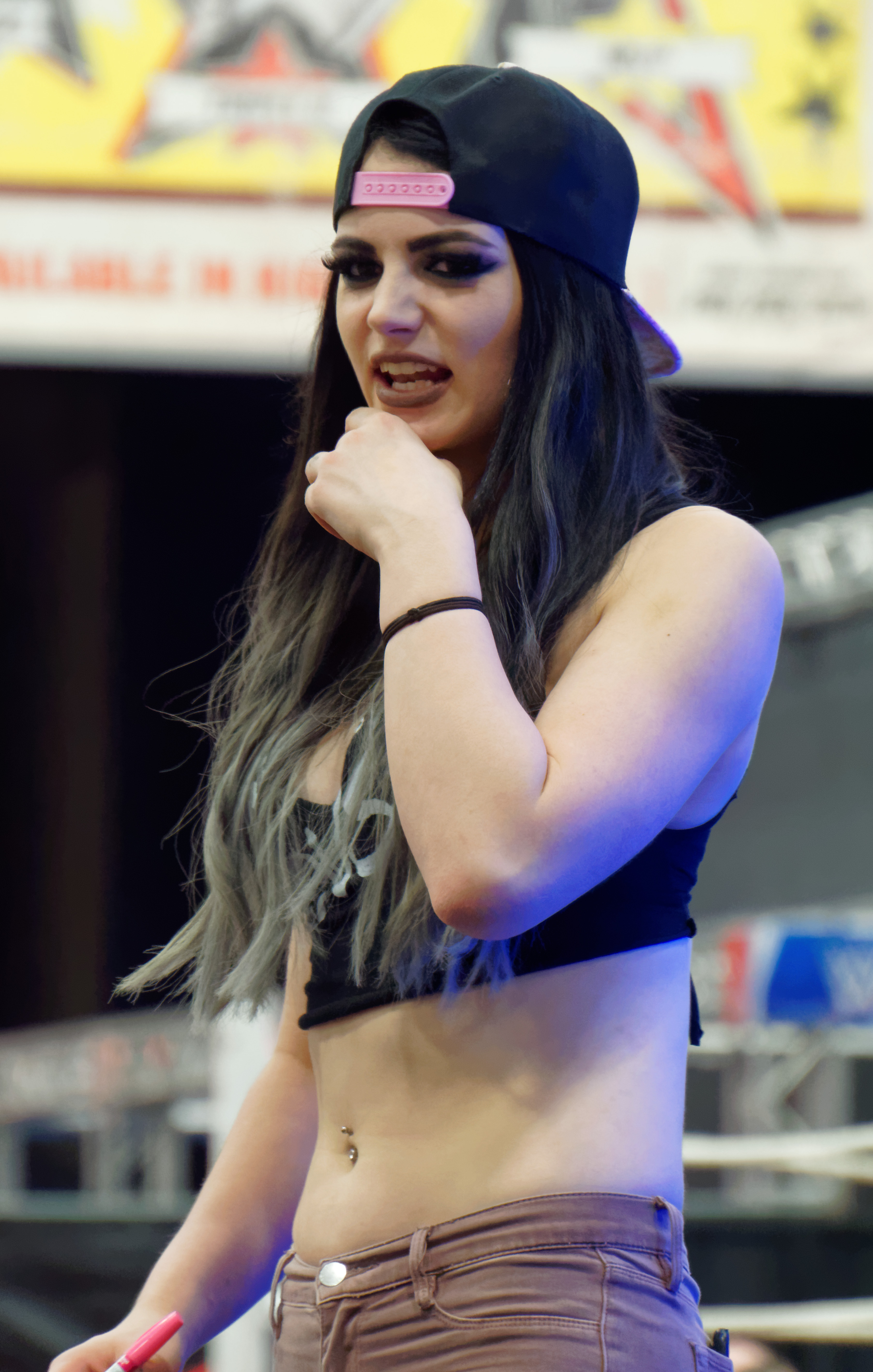
Paige

- 1992: Paige, luchadora profesional británica.
- 1992: Diogo Barbosa, futbolista brasileño.
- 1993: Cinta Laura, actriz y cantante germano-indonesia.
- 1993: Yoo Seung-ho, actor y modelo surcoreano.
- 1993: Fabian Herbers, futbolista alemán.
- 1993: Rodrigo Caio, futbolista brasileño.
- 1993: Diyorbek Urozboyev, yudoca uzbeko.
- 1994: Taissa Farmiga, actriz estadounidense.
- 1994: Phoebe Bridgers, cantante estadounidense.
- 1994: Andy Baquero, futbolista cubano.
- 1994: Gonzalo Serrano Rodríguez, ciclista español.
- 1994: Amanuel Ghebreigzabhier, ciclista eritreo.
- 1995: Juan Fernández Blanco, futbolista español.
- 1995: Waldo Rubio, futbolista español.
- 1995: Luke Petrasek, baloncestista estadounidense.
- 1996: Jokin Ezkieta, futbolista español.
- 1996: Hamish Kerr, atleta neozelandés.
- 1996: José Materán, baloncestista venezolano.
- 1996: Alba Teruel, ciclista española.
- 1996: Pauline Louise Lopez, taekwondista filipina.
- 1997: Javier Avilés Cortés, futbolista español.
- 1997: Sergio Bermejo, futbolista español.
- 1997: Jeison Quiñónes, futbolista colombiano.
- 1997: Guillermo Paiva, futbolista paraguayo.
- 1998: Yoshinobu Yamamoto, beisbolista japonés.
- 1998: Iván Martínez Gonzálvez, futbolista español.
- 1998: Agustín Oliveros, futbolista uruguayo.
- 1998: Víctor Ávila, futbolista panameño.
- 1998: Jung Soo-bin, actriz surcoreana.

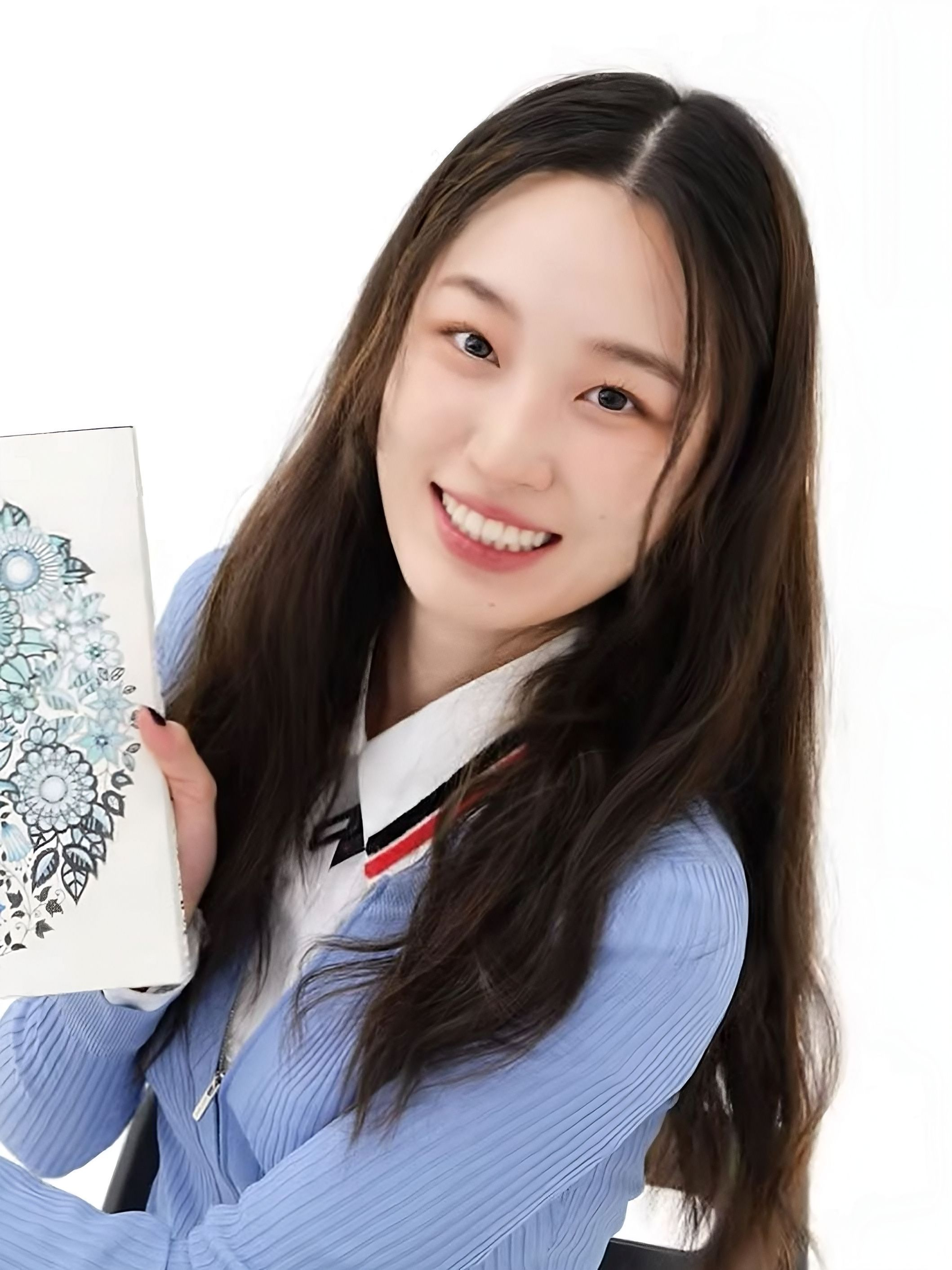
Won Ji-an

- 1999: Emiliano Martínez Toranza, futbolista uruguayo.
- 1999: Ameni Layuni, taekwondista tunecina.
- 1999: Aleksa Terzić, futbolista serbio.
- 1999: Isaac Nader, atleta portugués.
- 1999: Tyrell Malacia, futbolista neerlandés.
- 1999: Nelson Blanco, futbolista salvadoreño.
- 1999: Won Ji-an, actriz surcoreana.
- 2000: Lil Pump, rapero y cantante estadounidense.
- 2000: Álvaro Barreal, futbolista argentino.
- 2000: Thomás Chacón, futbolista uruguayo.
- 2000: Rafael Haller, futbolista uruguayo.
- 2000: Rodrigo Saravia Salvia, futbolista uruguayo.
- 2000: Dovydas Giedraitis, baloncestista lituano.
- 2000: Ngeno Kipngetich, atleta keniano.
- 2000: Hrvoje Smolčić, futbolista croata.
- 2000: Maurice Malone, futbolista alemán.
- 2000: Hashim Ali, futbolista keniano-catarí.
- 2000: Harry Wilson, rugbista australiano.
- 2000: Yagi Yasasa, futbolista papú.
- 2000: Thomas Gachignard, ciclista francés.
- 2001: Diego Alonso Romero, futbolista peruano.
- 2001: Eduardo Schürrle, futbolista portugués.
- 2002: Oscar Uddenäs, futbolista sueco.
- 2002: Jeremie Obounet, futbolista gabonés.
- 2002: Chloe Hawthorn, actriz británica.
- 2002: Alibek Kachmazov, tenista ruso.
- 2003: The Kid Laroi, cantante australiano.
- 2003: Rayan Cherki, futbolista francés.
- 2003: Melchie Dumornay, futbolista haitiana.
- 2004: Ognjen Mimović, futbolista serbio.
- 2004: Tina Clayton, atleta jamaicana.
- 2007: Gabriel Carvalho, futbolista brasileño.
- 2009: Lexy Kolker, actriz infantil estadounidense.

## Fallecimientos
- 309: San Eusebio, papa católico (n. ¿ ?).
- 754: Carlomán, mayordomo de palacio de Austrasia (n. 715).
- 1304: Emperador Go-Fukakusa de Japón (n. 1243).
- 1510: Edmund Dudley, ministro de Enrique VII de Inglaterra (n. 1462).
- 1553: Carlos III de Saboya (n. 1486).
- 1574: Jerónimo Luis de Cabrera, conquistador español (n. 1520).
- 1604: Alonso de Barros, escritor español (n. 1552).
- 1631: Gonzalo Correas, filólogo español (n. 1571).
- 1635: Francisco de Moncada, político y escritor español (n. 1586).
- 1642: Federico Kettler, aristócrata alemán (n. 1569).

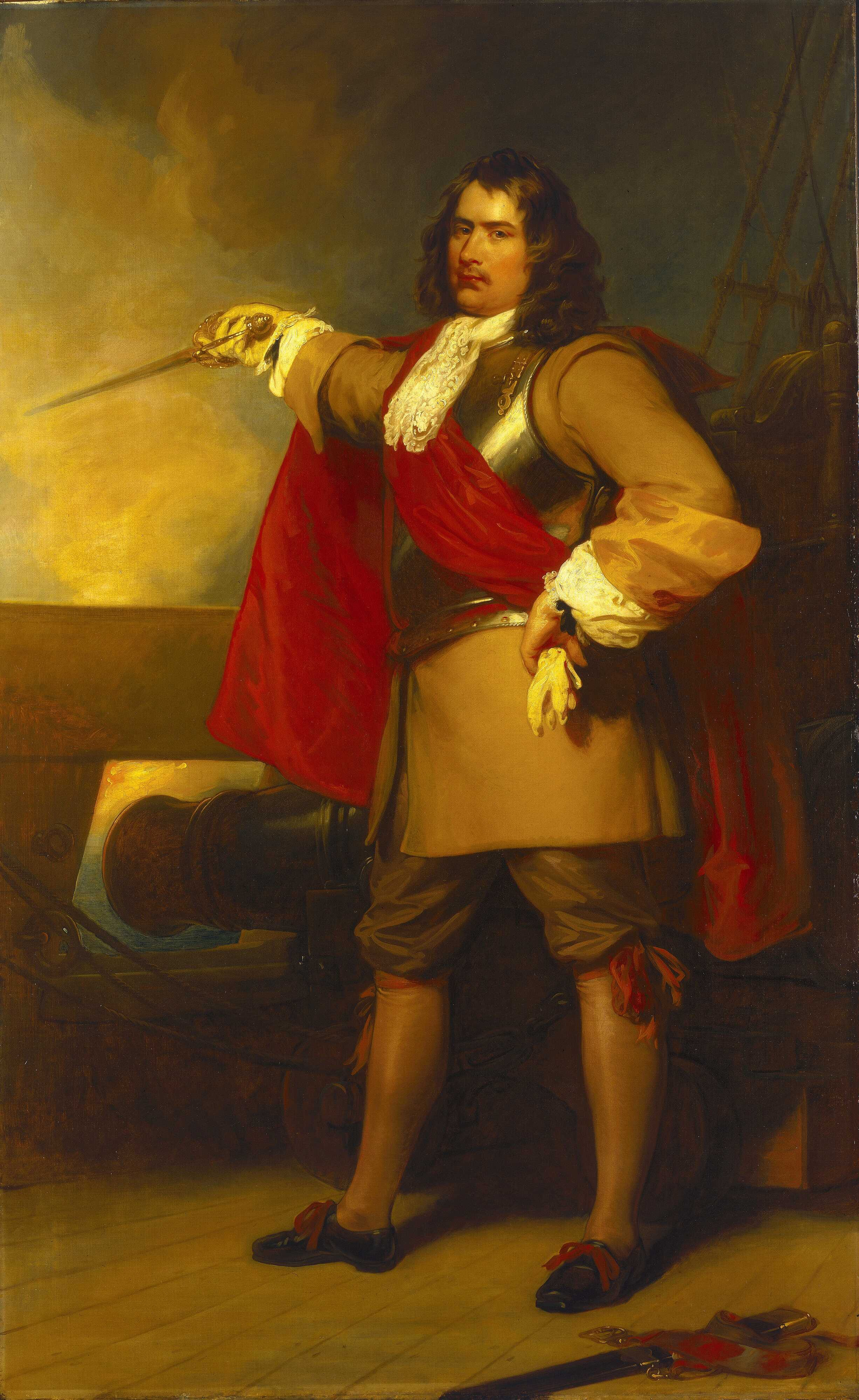
Robert Blake.

- 1657: Robert Blake, almirante británico (n. 1599).
- 1673: Regnier de Graaf, físico y anatomista neerlandés  (n. 1641).
- 1676: Hans Jakob Christoph Von Grimmelshausen, escritor alemán (n. 1621).
- 1720: Anne Dacier, filóloga francesa (n. 1654).
- 1723: Joseph Bingham, erudito y escritor británico (n. 1668).
- 1728: José Brasanelli, arquitecto y artista italiano (n. 1659).
- 1736: Juana Delanoue, santa francesa (n. 1666).
- 1768: Vasili Trediakovski, poeta ruso (n. 1703).
- 1786: Federico II el Grande, rey prusiano (n. 1712).
- 1802: José Esteve Bonet, escultor español (n. 1741).
- 1807: Johannes Nikolaus Tetens, matemática y filósofo alemán (n. 1736).
- 1832: Pierre Daumesnil, militar francés (n. 1776).
- 1834: Husein Gradaščević, rebelde bosnio (n. 1802).
- 1838: José Miguel Pey, político colombiano (n. 1763).
- 1838: Lorenzo da Ponte, poeta y libretista italiano (n. 1749).
- 1848: Jöns Jacob Berzelius, químico sueco (n. 1779).

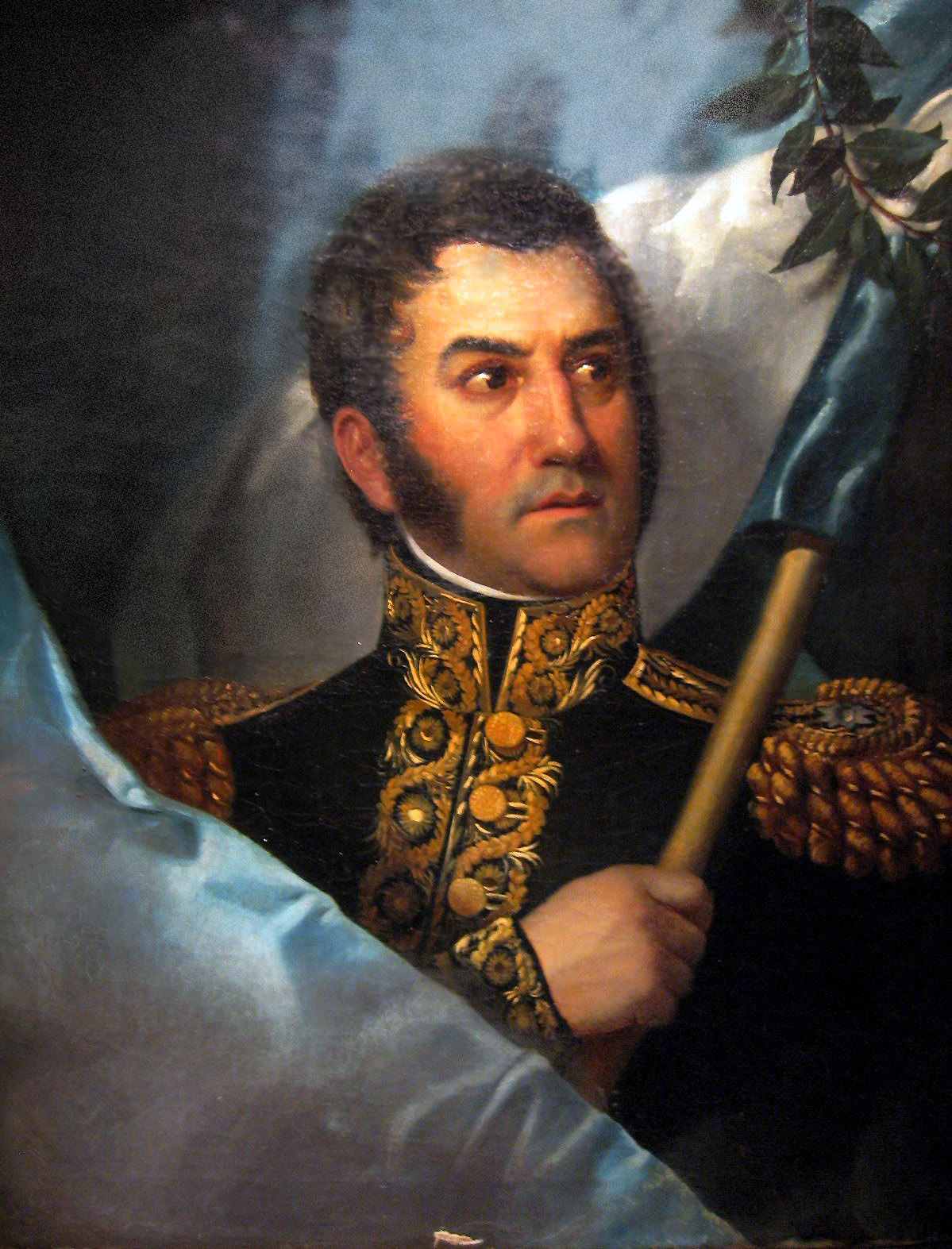
José de San Martín.

- 1850: José de San Martín, militar y libertador argentino (n. 1778).
- 1857: Petrona García de Carrera, primera dama vitalicia de Guatemala (n. 1817).
- 1864: Christopher Fratin, escultor francés (n. 1801).
- 1869: Andrew Jackson Grayson, militar, artista y ornitólogo estadounidense (n. 1819).
- 1869: Wenceslao Urrutia, político venezolano (n. 1795).
- 1870: Perucho Figueredo, poeta, músico y activista cubano (n. 1818).
- 1875: Wilhelm Bleek, lingüista alemán (n. 1827).
- 1880: Ole Bull, violinista noruego (n. 1810).
- 1886: Aleksandr Bútlerov, químico ruso (n. 1828).
- 1896: Élie-Abel Carrière, botánico francés (n. 1818).
- 1899: Manuel Vicente de las Casas, militar venezolano (n. 1811).
- 1899: William Simpson, pintor escocés (n. 1823).
- 1900: Raimundo Andueza Palacio, 24.º presidente de Venezuela (n. 1846).
- 1900: Thomas Faed, pintor escocés (n. 1826).
- 1901: Edmond Audran, compositor francés (n. 1842).

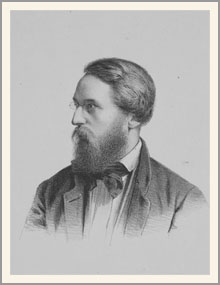
Hans Gude.

- 1903: Hans Gude, pintor noruego (n. 1825).
- 1904: Luis González Balcarce, funcionario argentino (n. 1831).
- 1904: Ramón Martínez Vigil, obispo español (n. 1840).
- 1911: Martín Malharro, pintor argentino (n. 1865).
- 1918: Moisei Uritsky, activista ruso (n. 1873).
- 1920: Indalecio Gómez, jurista argentino (n. 1850).
- 1922: Belisario Roldán, político y periodista argentino (n. 1873).
- 1924: Paul Natorpm filósofo alemán (n. 1854).
- 1924: Pável Urysón, matemático ruso (n. 1898).
- 1935: Charlotte Perkins Gilman, activista y escritor estadounidense (n. 1860).
- 1935: Adam Gunn, decatleta estadounidense (n. 1872).
- 1936: Rafael Aparicio de Arcos, político español (n. 1889).
- 1936: Julio Bidart, futbolista mexicano (n. 1893).
- 1936: Alexandre Bóveda, político gallego (n. 1903).

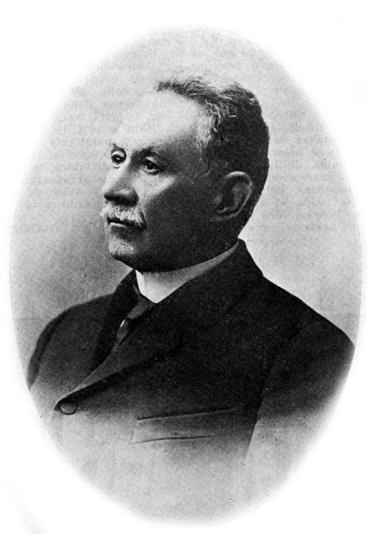
Gonzalo Bulnes.

- 1936: Gonzalo Bulnes, político chileno (n. 1851).
- 1936: Adolfo Fernández-Moreda, magistrado español (n. 1890).
- 1936: Joaquín Fanjul, militar y abogado español (n. 1880).
- 1936: Pierre-Octave Ferroud, compositor francés (n. 1900).
- 1936: Ramón de la Sota, político y empresario español (n. 1857).
- 1937: Vicente Medina, escritor español (n. 1866).
- 1942: Irène Némirovsky, escritora ucrainesa (n. 1903).
- 1944: Eugénio de Castro, escritor portugués (n. 1869).
- 1944: Francisco Ponzán, anarquista español (n. 1911).
- 1947: Eugenio Napoleón de Suecia, príncipe de Suecia y Noruega (n. 1865).
- 1949: Julio Ugarte y Ugarte, escritor ocultista peruano (n. 1890).
- 1949: Luis de Vargas y Soto, dramaturgo español (n. 1891).
- 1950: Jacinto Jijón y Caamaño, historiador y político ecuatoriano (n. 1890).
- 1952: Romano Calò, actor italiano (n. 1883).
- 1955: Fernand Léger, pintor francés (n. 1881).
- 1957: Pedro Padilla, escritor salvadoreño (n. 1931).
- 1958: John Marshall, arqueólogo británico (n. 1876).
- 1958: Florent Schmitt, compositor francés (n. 1870).
- 1959: Pedro Humberto Allende, compositor chileno (n. 1885).
- 1959: Pierre Paulus, pintor francés (n. 1881).
- 1959: Juan Ventosa, político y economista español (n. 1879).

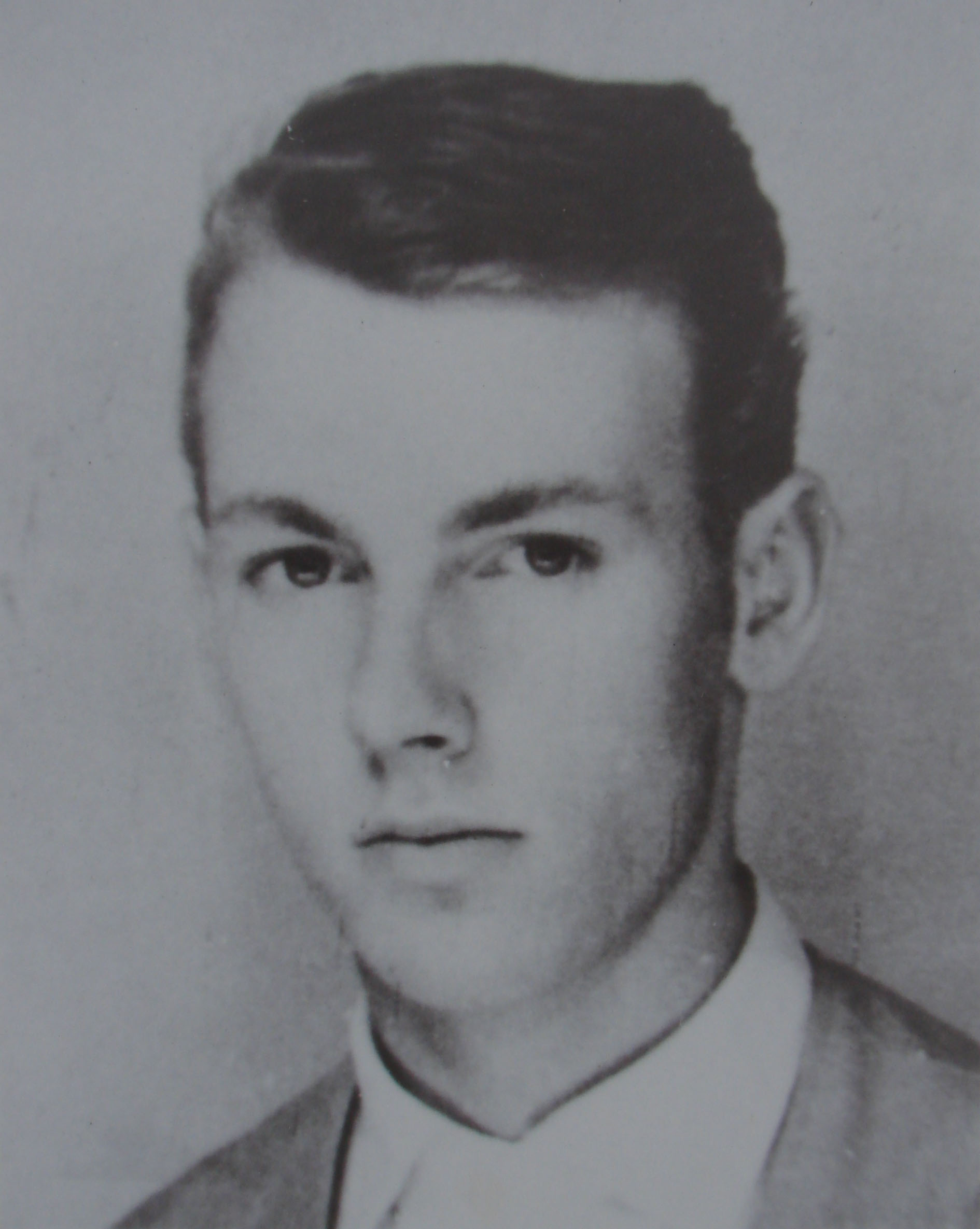
Peter Fechter.

- 1962: Peter Fechter, víctima del muro de Berlín (n. 1944).
- 1963: Richard Barthelmess, actor estadounidense (n. 1895).
- 1964: Agustín Moreno Ladrón de Guevara, militar chileno (n. 1879).
- 1965: Guillermo Fernández-Shaw Iturralde, letrista español (n. 1893).
- 1966: Henry Joseph Round, inventor británico (n. 1881).
- 1966: Ken Miles, piloto de automovilismo británico (n. 1918).
- 1969: Ludwig Mies van der Rohe, arquitecto alemán (n. 1886).
- 1969: Otto Stern, físico germano-estadounidense, premio Nobel de Física en 1943 (n. 1888).
- 1971: Wilhelm List, militar alemán (n. 1880).
- 1973: Conrad Aiken, escritor estadounidense (n. 1889).
- 1973: Zinaida Botschantzeva, botánica rusa (n. 1907).
- 1974: Efrén Núñez Mata, médico y escritor mexicano (n. 1890).

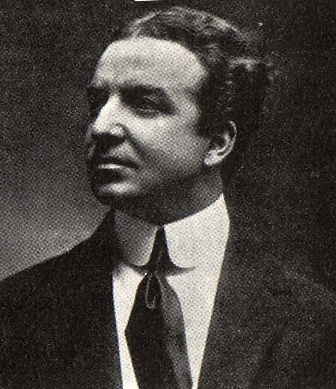
Aldo Palazzeschi.

- 1974: Aldo Palazzeschi, escritor italiano (n. 1885).
- 1975: Georges Dandelot, compositor francés (n. 1895).
- 1975: Aída Sullivan, primera dama mexicana (n. 1904).
- 1976: Maurice Herbert Dobb, economista británico (n. 1900).
- 1977: Delmer Daves, cineasta estadounidense (n. 1904).
- 1979: Alf Ross, filósofo danés (n. 1899).
- 1979: Vivian Vance, actriz estadounidense (n. 1909).
- 1979: Nicolás Zapata Aguilar, político mexicano (n. 1906).
- 1980: Juan José Mira, escritor español (n. 1907).
- 1982: Rafael de Diego, futbolista español (n. 1944).
- 1982: Héctor Sgarbi, escultor y político uruguayo (n. 1905).
- 1983: Ira Gershwin, letrista estadounidense (n. 1896).
- 1984: Hammie Nixon, cantante estadounidense (n. 1908).

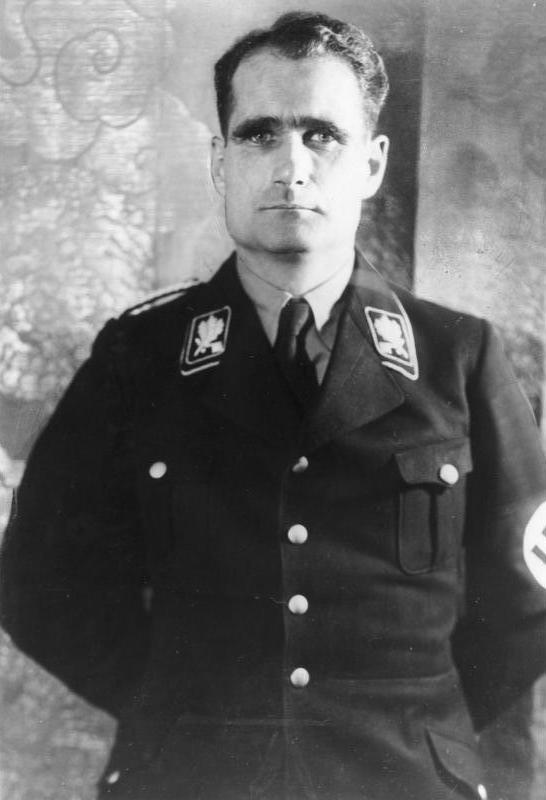
Rudolf Hess.

- 1987: Rudolf Hess, político alemán (n. 1894).
- 1987: Clarence Brown, cineasta estadounidense (n. 1890).
- 1987: Carlos Drummond de Andrade, poeta brasileño (n. 1902).
- 1988: Muhammad Zia-ul-Haq, militar pakistaní, presidente de Pakistán entre 1978 y 1988 (n. 1924).
- 1990: Óscar Izurieta Molina, militar chileno (n. 1909).
- 1990: Bruno Lomas, cantante de rock español (n. 1940).
- 1991: Don Dubbins, actor estadounidense (n. 1928).
- 1991: Marguerite Williams, geóloga estadounidense (n. 1895).
- 1992: Daniel Mendoza, periodista argentino (n. 1943).
- 1992: Al Parker, actor porno, director y productor estadounidense (n. 1952).
- 1993: Albino Barra Villalobos, político y sindicalista chileno (n. 1906).
- 1994: Jack Sharkey, boxeador estadounidense (n. 1902).
- 1994: Luigi Chinetti, piloto de automovilismo estadounidense (n. 1901).
- 1995: Luis Antonio Burón Barba, jurista español (n. 1918).

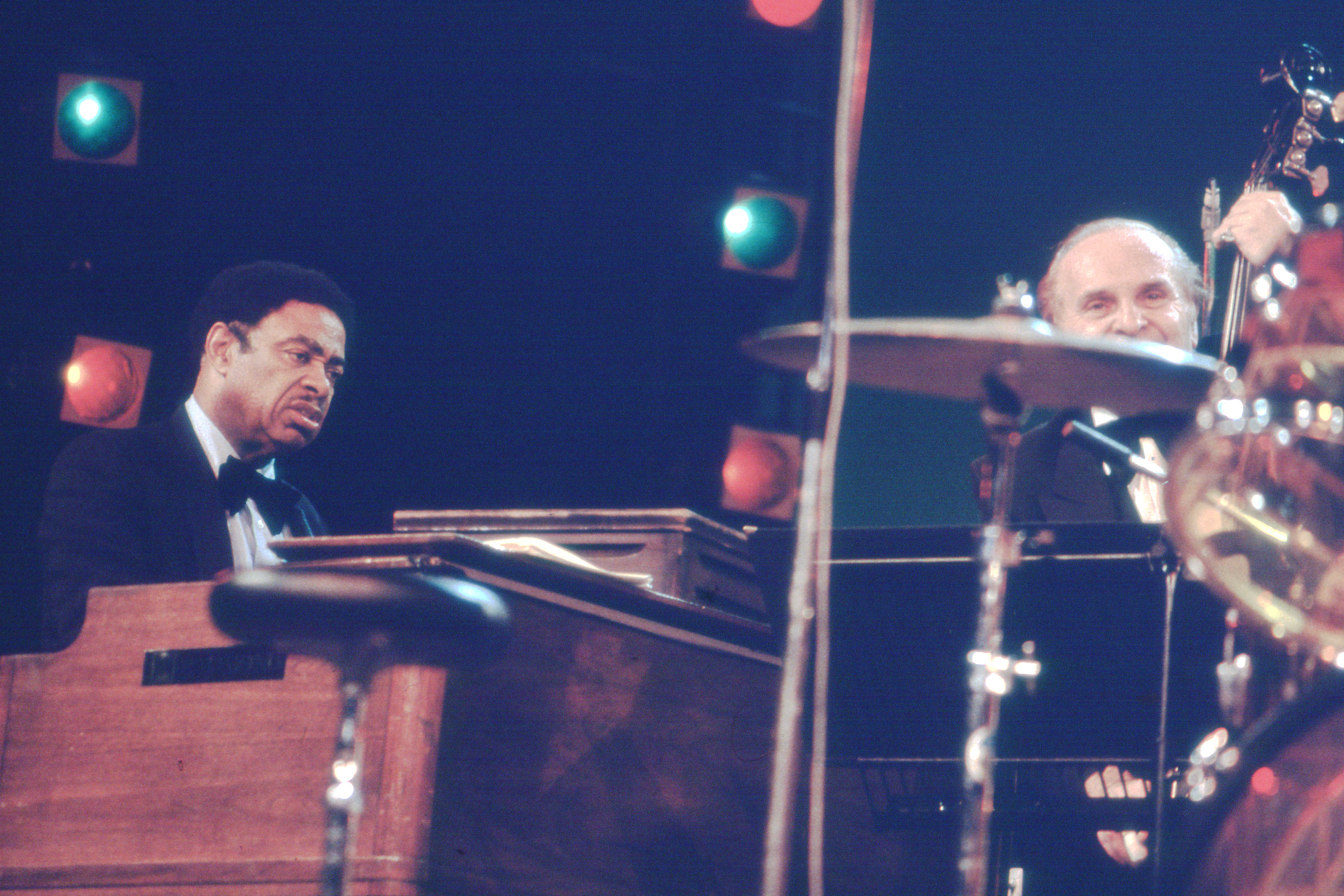
Wild Bill Davis.

- 1995: Wild Bill Davis, compositor y músico estadounidense (n. 1918).
- 1995: David Warrilow, actor británico (n. 1934).
- 1998: Lindsay Pryor, botánico australiano (n. 1915).

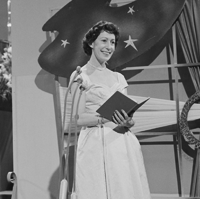
Raquel Rastenni.

- 1998: Raquel Rastenni, cantante danés (n. 1915).
- 2000: Franco Donatoni, compositor italiano (n. 1927).
- 2000: Robert Gilruth, astronauta estadounidense (n. 1913).
- 2002: Alicia Montoya, actriz mexicana (n. 1920).
- 2003: Paulo de Carvalho Neto, antropólogo y folclorista brasileño (n. 1923).
- 2004: Armando Dely Valdés, futbolista panameño (n. 1964).
- 2004: Marosa di Giorgio, escritora uruguaya (n. 1932).
- 2004: Gérard Souzay, cantante francés (n. 1918).
- 2005: Freddy Alborta, fotógrafo boliviano (n. 1932).
- 2005: John Bahcall, astrofísico estadounidense (n. 1934).
- 2006: Shamsur Rahman, poeta y periodista Bangladeshí (n. 1929).
- 2007: Eddie Griffin, baloncestista estadounidense (n. 1982).
- 2007: Eusebio Pérez Martín, preso de campo de concentración español (n. 1920).
- 2008: Carlos Geywitz, poeta chileno (n. 1948).
- 2008: Franco Sensi, magnate italiano (n. 1926).

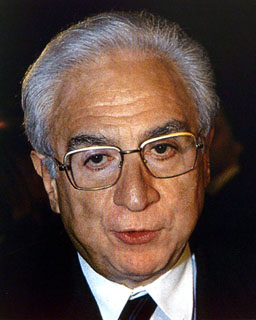
Francesco Cossiga.

- 2010: Francesco Cóssiga, político italiano, primer ministro entre 1979 y 1980 y presidente entre 1985 y 1992 (n. 1928).[3]
- 2010: Alejandro Maclean, piloto acrobático español (n. 1969).[4]
- 2011: Gualtiero Jacopetti, cineasta y periodista italiano (n. 1919).
- 2011: Ramón Valls Plana, filósofo español (n. 1928).
- 2011: Mijaela Tesleoanu, bailarina rumana y profesora de ballet (n. 1930).
- 2012: Pál Bogár, baloncestista húngaro (n. 1927).
- 2012: Martine Franck, fotógrafa belga (n. 1938).
- 2012: Lou Martin, pianista, y compositor estadounidense (n. 1949).
- 2012: Victor Poor, ingeniero estadounidense (n. 1933).
- 2012: Joaquín Luis Romero Marchent, cineasta español (n. 1921).
- 2012: Simón Bonifacio Rodríguez y Rodríguez, magistrado español (n. 1921).
- 2012: Cayetano Utrera Ravassa, político español (n. 1938).
- 2012: Amparo Cuevas, vidente católica española (n. 1931).
- 2016: Arthur Hiller, cineasta canadiense (n. 1923).
- 2016: Víctor Mora, guionista de cómics y novelista español. (n. 1931).
- 2020: Mário de Araújo Cabral, piloto de automovilismo portugués (n. 1934).
- 2025: Terence Stamp, actor británico (n. 1938).

## Celebraciones
- Día Mundial del Peatón.[5]
- Día Internacional de la Enfermedad de Coats.[6]

 Por países
(Por orden alfabético)
- Argentina: 
  - Día del Libertador José de San Martín.[7]
En 1850 fallece el Libertador de América y en su homenaje, el 17 de agosto, es el Día del Libertador en Argentina, que recuerda a su persona y su obra libertadora. Figura emblemática de la epopeya emancipadora de América Latina, quien tuvo una visión continental de la independencia de América frente al dominio español y contribuyó en forma concreta a su liberación.[8]

- Bolivia: 
  - Día de la Bandera.
(desde 1825).

- El Salvador: 
  - Día del Veterinario.

- España: 
  - Día Nacional del Médico Veterinario Zootecnista.

- Estados Unidos: 
  - Día de Apreciación del Gato Negro.[9]
  - Día Nacional de las Tiendas de Segunda Mano.
  - Día de la Natilla de Vainilla.

- Guatemala: 
  - Día de la Bandera.
(desde 1871).

- Indonesia: 
  - Día de la Independencia.
- México
  - Día Nacional de las Abejas.[10]
  - Día Nacional del Médico Veterinario Zootecnista.

### Santoral católico
- San Amor de Amorbach.
- San Anastasio de Terni.

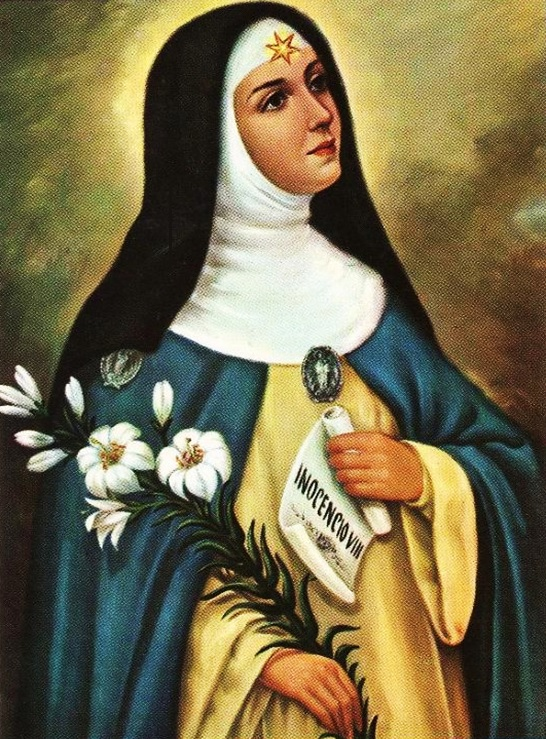
Santa Beatriz de Silva.

- Santa Beatriz de Silva. (imagen ilustrativa).
- Santas Benedicta y Cecilia de Lorena, hermanas, abadesas.
- San Carlomán.
- Santa Clara de la Cruz.[11]
- San Donato de Ripacandida.
- San Drithelm.
- San Elías el Joven.[11]
- San Eusebio papa.[11]
- San Jacinto.
- San Ierón de Frisia (s. IX).[11]
- San James el diácono.
- San Jeron de Noordwijk.
- Santa Juana Delanoue, (s. XVIII).[11]
- Santos Pablo y Juliana de Tolemaida.
- San Mamés.
- San Mirón de Cízico, mártir.[11]
- San Nicolás Politi, eremita.[11]

- Beato Alberto de Siena.[11]
- Beata Élisabeth Turgeon
- Beato Hugo de Tennenbach.
- Beato José María de Manila.
- Beata Leopoldina Naudet.
- Beato Natal Hilario Le Conte.[11]

 Por países
(Por orden alfabético)
- España: 
  - Pinos del Valle, en la provincia española de Granada: último día de las fiestas patronales y también revoloteo de Bandera.